# Mê Kông

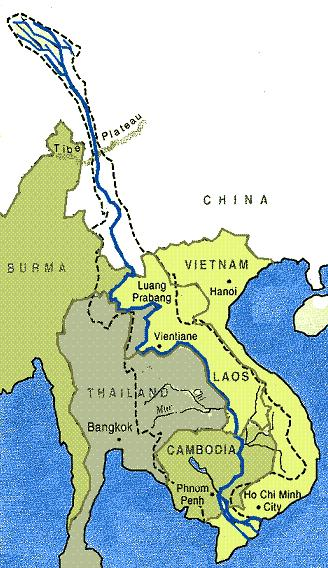
Dòng sông Mê kông

Sông Mê Kông là một trong những con sông lớn nhất trên thế giới, bắt nguồn từ cao nguyên Thanh Tạng nơi sông bắt nguồn thuộc tỉnh Thanh Hải, chảy qua Vân Nam Trung Quốc, qua các nước Lào, Myanmar, Thái Lan, Campuchia và đổ ra Biển Đông ở Việt Nam.
Tính theo độ dài đứng thứ 12 (thứ 7 tại châu Á), còn tính theo lưu lượng nước đứng thứ 10 trên thế giới (lưu lượng hàng năm đạt khoảng 475 tỉ m³). Lưu lượng trung bình 13.200 m³/s, vào mùa nước lũ có thể lên tới 30.000 m³/s. Lưu vực của nó rộng khoảng 795.000 km² (theo số liệu của Ủy hội sông Mê Kông) hoặc hơn 810.000 km² (theo số liệu của Encyclopaedia Britannica 2004).
Ủy hội sông Mê Kông là một cơ quan liên chính phủ nhằm "thúc đẩy và phối hợp quản lý và phát triển tài nguyên nước cũng như tài nguyên có liên quan một cách bền vững vì lợi ích chung của các quốc gia và sự an sinh của cộng đồng", gồm các thành viên Lào, Thái Lan, Campuchia và Việt Nam, còn Myanmar và Trung Quốc là hai đối tác.
Giao thông bằng đường thủy trên sông Mê Kông gặp nhiều khó khăn do dòng chảy bị thay đổi nhiều theo mùa, các đoạn chảy xiết và các thác nước cao. So với tiềm năng to lớn nếu được khai thác đúng mức, hiện nay, chỉ một phần nhỏ của sông được dùng trong việc dẫn thủy nhập điền và tạo năng lực thủy điện. Tuy nhiên lưu lượng và nhịp độ nước lũ ban phát nhiều lợi ích: biên độ dao động cao (sai biệt khoảng 30 lần giữa mùa hạn và mùa nước lũ) rất thuận lợi cho lối canh tác ruộng lúa ngập nước cho nhiều vùng rộng lớn.
Đặc điểm thủy năng nổi bật của sông Mê Kông là vai trò điều lượng dòng nước bởi hồ Tonlé Sap - hồ thiên nhiên lớn nhất Đông Nam Á - người Việt thường gọi là "Biển Hồ" .

## Dòng chảy
Đầu nguồn của sông Mê Kông có hai nhánh: đầu nguồn phía bắc là sông Trát A Khúc và đầu nguồn phía nam là sông Trát Na Khúc. Nhánh phía nam được biết đến nhiều hơn, vị thế gần đèo Long Mô (龍模) với chiều dài 87,75 kilômét. Nhánh phía bắc chảy xuống từ rặng núi Quả Tông Mộc Tra. Nhánh này, từ độ cao 5224 mét - kinh tuyến đông 94°41'44", vĩ tuyến bắc 33°42'41", gồm hai nhánh phụ có chiều dài 91,12 kilômét và 89,76 kilômét.
Hệ thống sông ngòi khu vực đầu nguồn sông Mê Kông bao gồm: thuỷ hệ Trát A Khúc và thuỷ hệ Trát Na Khúc. Hai nguồn hợp lưu tại Ca Nạp Tùng Đa (尕納松多) cao 4.360 mét, có toạ độ là 94°36′40″Đ, 33°12′33″B, cách huyện Tạp Đa, Ngọc Thụ, Thanh Hải 106,9 km về phía tây bắc.
Người ta đo được sông Trát A Khúc rộng 62 mét, độ sâu trung bình của sông là 0,72 mét, lưu tốc trung bình 2,63 m/s, lưu lượng là 117,4 m3/s; sông Trát Na Khúc rộng hơn 51 mét, độ sâu trung bình của sông là 0,35 mét, lưu tốc trung bình 1,81 m/s, lưu lượng là 32,3 m3/s.
Đầu nguồn của dòng sông đến nay đã được xác định rõ qua những cuộc thám hiểm gần đây. Năm 1994, một phái đoàn Trung Quốc và Nhật Bản đã đến nguồn phía Bắc cùng lúc với phái đoàn Pháp, do M. Peissel dẫn đầu, đến nguồn mạch phía tây với cùng một mục đích: chứng minh nguồn mạch chính của sông Mê Kông. Sau đó, những cuộc thám hiểm kế tiếp cho đến năm 1999 dưới sự hợp tác các nước Trung Hoa, Mỹ và Nhật Bản đã chính thức xác minh nguồn mạch sông Mekong thuộc nhánh bắc. Các con số về độ dài của sông dao động trong khoảng 4.200 km đến 4.850 km.
Các nhà công tác khoa học của đội khảo sát, sau khi tiến hành so sánh, phân tích và nghiên cứu cẩn thận về các dữ liệu nói trên của hai sông, tuyên bố nhận định sông Trát A Khúc là nơi phát nguyên của sông Mê Kông.
Ngày nay vùng khởi nguồn sông Mekong, cùng với sông Trường Giang và sông Salween (Nộ Giang) hợp thành khu bảo tồn Tam Giang Tịnh Lưu  tại tỉnh Vân Nam, Trung Quốc.
Gần một nửa chiều dài con sông này chảy trên lãnh thổ Trung Quốc, ở đó đoạn đầu nguồn nó được gọi theo tiếng Tây Tạng là Dza Chu, tức Trát Khúc (扎曲; bính âm: Zā Qū), và nói chung được gọi là Lan Thương Giang trong tiếng Hán (瀾滄江; bính âm: Láncāng Jiāng; Wade-Giles: Lan-ts'ang Chiang), có nghĩa là "con sông cuộn sóng". Trát Khúc hợp lưu với một nhánh khác tên là Ngang Khúc (橫曲; bính âm: Áng Qū) ở gần Xương Đô (昌都; bính âm: Chāngdū) tạo ra Lan Thương Giang. Phần lớn đoạn sông này có các hẻm núi sâu, ra khỏi lãnh thổ Trung Quốc, con sông chỉ còn ở độ cao khoảng 500 m so với mực nước biển.
Sau đó, đoạn sông Mê Kông dài khoảng 200 km tạo thành biên giới giữa hai nước Myanmar và Lào. Tại điểm cuối của biên giới ở Tam giác Vàng, sông này hợp lưu với sông Ruak. Điểm này cũng là điểm phân chia phần Thượng và phần Hạ của Mê Kông.
Sông Mê Kông sau đó tạo thành biên giới của Lào và Thái Lan, trước khi dòng chảy chạy vào đất Lào ở tỉnh Bokeo. Người Lào và người Thái gọi sông với tên Mènam Khong (Mè là mẹ, nam là sông, tức "sông mẹ", tựa như "sông cái" theo thói quen gọi sông lớn của người Việt cổ), và là cội nguồn của tên quốc tế "Mekong" hiện nay khi bỏ đi từ "nam". Sử Việt Nam thì gọi là Sông Khung.
Khoảng sông Mê Kông ở Lào đặc trưng bởi các hẻm núi sâu, các dòng chảy xiết và những vũng nước nông khoảng nửa mét vào mùa khô. Sau khi tiếp nhận dòng Nam Ou từ Phongsaly chảy đến ở Pak Ou phía trên Luang Prabang dòng sông mở rộng ra, ở đó nó có thể rộng tới 4 km và sâu tới 100 mét, mặc dù dòng chảy của nó vẫn rất trái ngược nhau.
Sau đó Mekong lại tạo thành biên giới của Lào và Thái Lan trong đoạn chảy qua Viêng Chăn đến tỉnh Champasack. Từ phía đông thì có dòng Se Bangfai đổ vào sông Mekong ở ranh giới tỉnh Savannakhet với Khammouan, và dòng Se Banghiang đổ vào ở Muang Songkhone, Savannakhet. Từ phía Thái Lan thì có phụ lưu bên bờ phải là Mènam Mun dài 750 km, đổ vào tại Khong Chiam thuộc Ubon Ratchathani, Thái Lan.
Sau đó lại là một đoạn ngắn chảy trên đất Lào, với một phụ lưu bờ trái là dòng Xe Don đổ vào ở Pak Se. Ở cực nam Lào tại tỉnh Champasack, nó bao gồm cả khu vực Si Phan Don (bốn ngàn đảo) phía trên thác Khone gần biên giới Campuchia. Thác nước này dài 15 km, cao 18 m khá hùng vĩ và gần như không thể vượt qua đối với giao thông bằng đường thủy.
Tại Campuchia, con sông này có tên là sông Mékôngk (theo tiếng thiểu số gốc Lào ở đây) hay Tông-lê Thơm (sông lớn, theo tiếng Khmer). Tại khu vực tỉnh lỵ Stung Treng là nơi dòng Tonlé San đổ vào. Tonlé San là hợp lưu của các dòng Se Kong từ Nam Lào, và sông Sê San (Tonlé San) và sông Srêpốk (Tonlé Srepok) bắt nguồn từ Tây Nguyên ở Việt Nam chảy đến.
Vùng nước chảy xiết (ghềnh) Sambor phía trên Kratie là cản trở giao thông cuối cùng.
Ở phía trên Phnôm Pênh nó hợp lưu với Tonlé Sap, con sông nhánh chính của nó ở Campuchia. Vào mùa lũ, nước chảy ngược từ sông Mê Kông vào hồ Tonlé Sap.
Bắt đầu từ Phnôm Pênh, nó chia thành hai nhánh: bên phải là sông Ba Thắc (sang Việt Nam gọi là Hậu Giang hay sông Hậu) và bên trái là Mê Kông (sang Việt Nam gọi là Tiền Giang hay sông Tiền), cả hai đều chảy vào khu vực đồng bằng châu thổ rộng lớn ở Nam Bộ Việt Nam, dài chừng 220–250 km mỗi sông. Tại Việt Nam, sông Mê Kông còn có tên gọi là sông Lớn, sông Cái.
Tập hợp của cả chín nhánh sông lớn tại Việt Nam được gọi chung là sông Cửu Long.

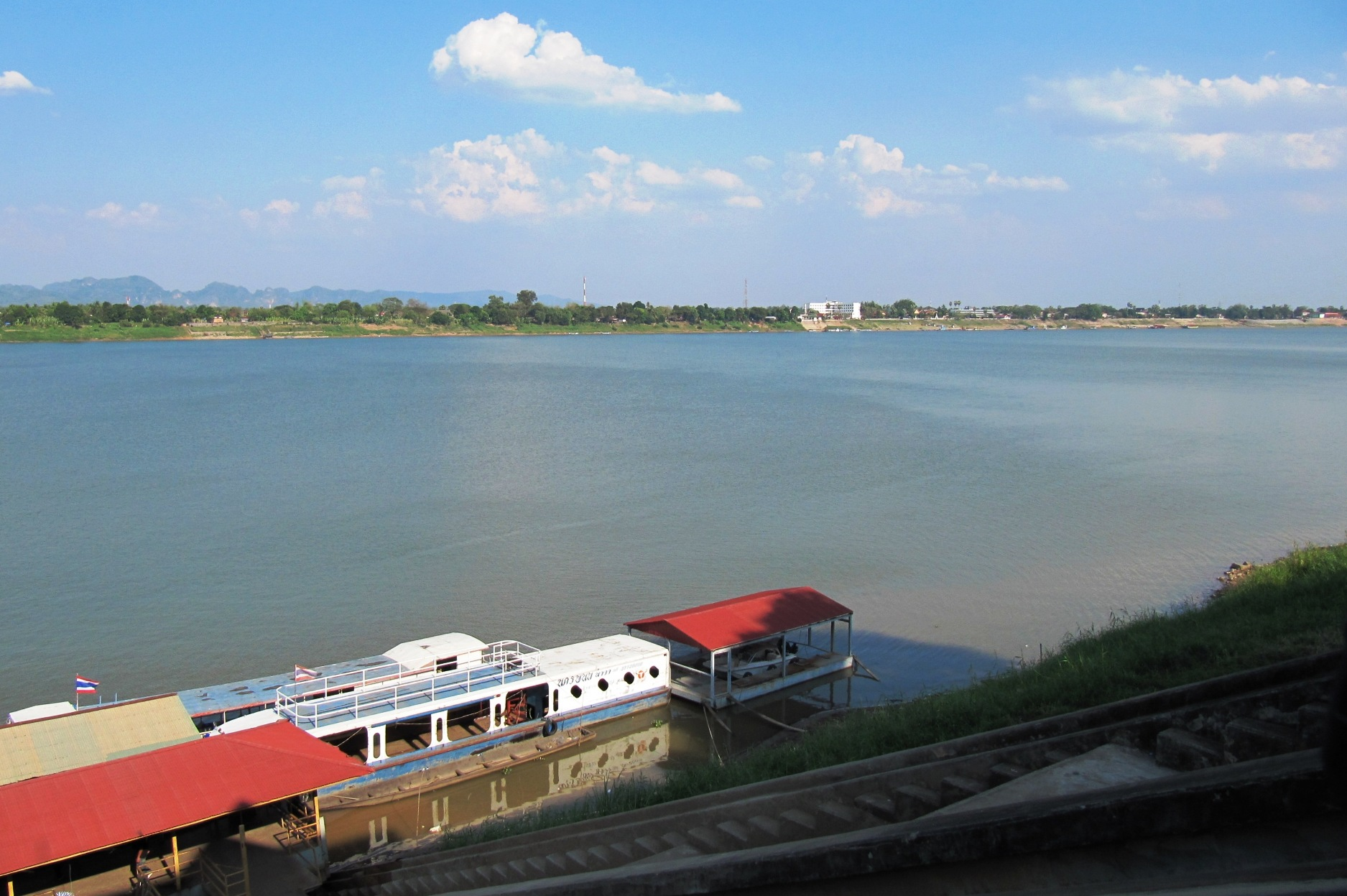
Sông Mekong nhìn từ Nakhon Phanom (Thái Lan) sang Thakhek (Lào), 2010.
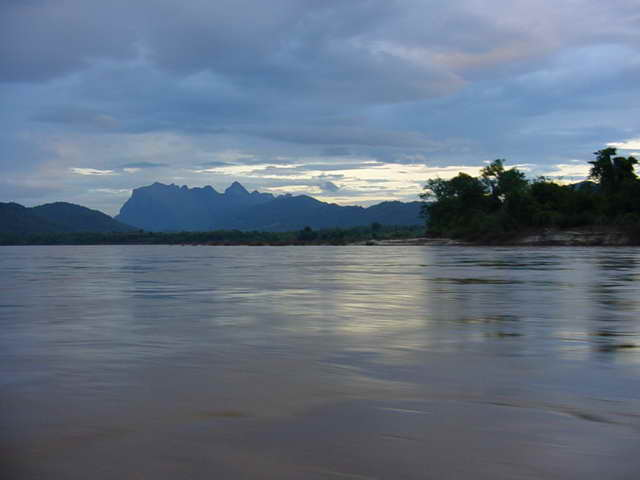
Cảnh sông Mê Kông trước hoàng hôn tại biên giới Lào-Thái Lan.
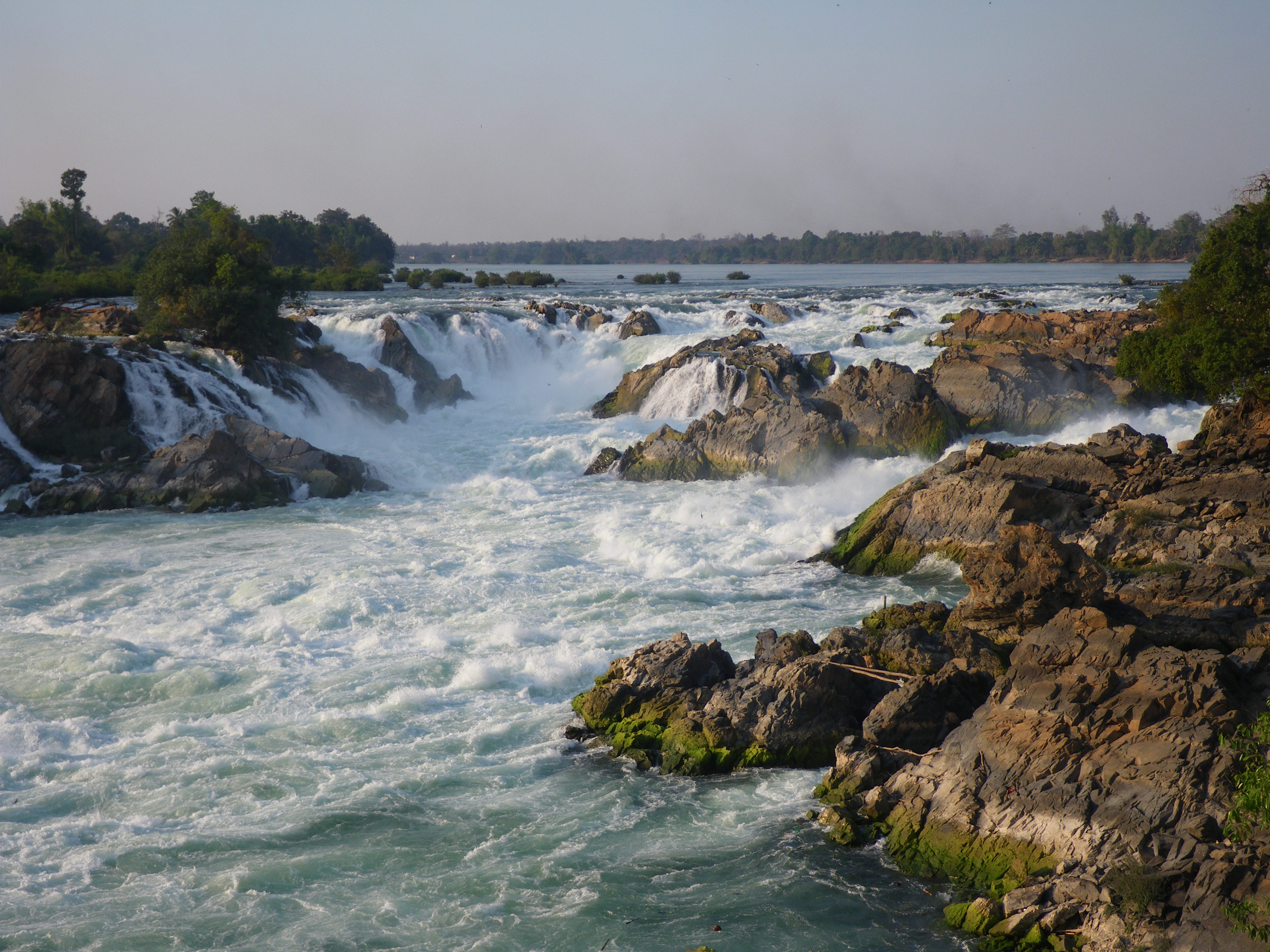
Thác Khone, Nam Lào.

Tên địa phương của sông bao gồm:
1. Theo ngữ chi Thái:
  - tiếng Thái: แม่น้ำโขง, [mɛ̂ː náːm kʰǒːŋ] hoặc chỉ là 'แม่โขง' [mɛ̂ː kʰǒːŋ].
  - tiếng Lào: ແມ່ນ້ຳຂອງ, [mɛː nâːm kʰɔːŋ], ນ້ຳຂອງ [nâːm kʰɔːŋ].
  - Tiếng Lự: น้ำแม่ของ phát âm tiếng Thái: [nâːm mɛː kʰɔ̌ːŋ]
  - tiếng Shan: ၼမ်ႉၶွင် [nâm.kʰɔ̌ŋ] hoặc ၼမ်ႉမႄႈၶွင် [nâm.mɛ.kʰɔ̌ ŋ].
2. Khác:
  - tiếng Việt: Sông Mê Kông (IPA: [ʂə̄wŋm mē kə̄wŋm]) or tiếng Việt: Sông Cửu Long, (九龍 Cửu Long Giang [ʂə̄wŋm kɨ̂w lāwŋm]).
  - tiếng Miến Điện: မဲခေါင်မြစ်, IPA: [mɛ́ɡàʊɰ̃ mjɪ̰ʔ].
  - Tiếng Trung: 湄公河; Méigōng hé.
  - tiếng Khmer: មេគង្គ Mékôngk [meːkɔŋ], ទន្លេមេគង្គ Tônlé Mékôngk [tɔnlei meikɔŋ] hay tiếng Khmer: ទន្លេធំ Tônlé Thum [tɔnlei tʰum] (lit. "Sông lớn" hoặc "Sông lớn").
  - Khmuic: [ŏ̞m̥ kʰrɔːŋ̊], 'ŏ̞m̥' có nghĩa là 'sông' hoặc 'nước', ở đây có nghĩa là 'sông', 'kʰrɔːŋ̊' có nghĩa là 'kênh'. Vì vậy 'ŏ̞m̥ kʰrɔːŋ̊' có nghĩa là 'kênh sông'. Vào thời cổ đại, người Khmuic gọi nó là '[ŏ̞m̥ kʰrɔːŋ̊ ɲă̞k̥]' hoặc '[ŏ̞m̥ kʰrɔːŋ̊ ɟru̞ːʔ]' có nghĩa là 'sông kênh khổng lồ' hoặc 'sông kênh sâu'.

## Các phụ lưu
- Sông Ruak bắt nguồn từ bang Shan, Myanmar, chảy đến vùng Tam giác vàng, có đoạn cửa sông là biên giới Myanmar - Thái Lan. 20°21′22″B 100°05′01″Đ / 20,356031°B 100,083484°Đ
- Nam Ou bắt nguồn từ Vân Nam, Trung Quốc, chảy dọc tỉnh Phongsaly, đổ vào sông Mê Kông tại Muang Pak Ou 20°03′34″B 102°12′59″Đ / 20,05944°B 102,21639°Đ, phía trên Luang Prabang chừng 15 km. Có một nhánh nhỏ thượng lưu là Nậm Nứa, bắt nguồn từ xã Nứa Ngam tỉnh Điện Biên, Việt Nam, khi sang đất Lào nó có tên Nam Neua, đến Muang Khua (Mường Khoa) đổ vào Nam Ou. Ở thung lũng Mường Thanh có nhánh nhỏ Nậm Rốm đổ vào Nậm Nứa ở bản Pa Nậm [a].
- Nam Ngum (Nậm Ngừm) dài 354 km, bắt nguồn từ vùng núi phía bắc tỉnh Xiengkhuang, chảy về phương nam qua tỉnh Viêng Chăn, đổ vào Mê Kông tại phía nam thành phố Vientiane 18°11′25″B 103°03′19″Đ / 18,190278°B 103,055278°Đ.
- Nam Theun (Nậm Thơn), đoạn cuối được gọi là Nam Kading, bắt nguồn từ dãy Trường Sơn ở biên giới Lào - Việt ở tỉnh Khammouan (giáp với huyện Hương Khê tỉnh Hà Tĩnh, Việt Nam). Dòng chảy uốn lượn, đổ vào Mê Kông tại muang Pak Kading tỉnh Bolikhamxai 18°20′34″B 103°59′39″Đ / 18,342778°B 103,994167°Đ.
- Se Bangfai bắt nguồn từ dãy Trường Sơn ở biên giới Lào - Việt, tại muang Bualapha tỉnh Khammouan, (giáp với xã Lâm Thủy huyện Lệ Thủy tỉnh Quảng Bình, Việt Nam), đổ vào Mekong ở ranh giới tỉnh Savannakhet và Khammouan 16°56′36″B 104°44′27″Đ / 16,943237°B 104,740907°Đ
- Se Banghiang bắt nguồn từ dãy Trường Sơn ở xã Hướng Lập huyện Hướng Hóa tỉnh Quảng Trị, Việt Nam, chảy qua biên giới Lào - Việt ở tỉnh Savannakhet, đổ vào Mekong ở gần thành phố Savannakhet 16°02′53″B 105°15′03″Đ / 16,048005°B 105,250887°Đ. Một phụ lưu của Se Banghiang là sông Sê Pôn, bắt nguồn từ Lao Bảo ở Việt Nam.
- Mènam Mun dài 750 km, đổ vào Mekong tại Khong Chiam thuộc Ubon Ratchathani, Thái Lan.
- Se Don là phụ lưu chảy ở tỉnh Champasack đổ vào Mekong tại Pak Se.
- Se Kong là phụ lưu cấp 2, ở đông nam Lào. Se Kong bắt nguồn từ phía tây huyện A Lưới, thành phố Huế, Việt Nam với tên Xê Asap. Se Kong chảy dọc tỉnh Sekong và Attapeu của Lào, đến biên giới phía nam. Ở đây còn có một nhánh là Se Kaman bắt nguồn là dòng Đăk P'Lô ở xã Đăk P'Lô huyện Đăk Glei tỉnh Kon Tum bên Việt Nam. Ở bên Lào Se Kaman chảy qua huyện biên giới Muang Dak Cheung đến muang Xaysetha, Attapeu thì nhập vào Se Kong. Sang Campuchia thì Se Kong có tên Tonlé Kong, hợp lưu với Tonlé San ở Hang Savat gần tỉnh lỵ Stung Treng thành một đoạn ngắn 8 km rồi đổ vào sông Mekong.
- Hai phụ lưu cấp 2 quan trọng khác bắt nguồn từ Tây Nguyên của Việt Nam là sông Sê San (Tonlé San) và sông Srêpốk (Tonlé Srepok), hợp lưu với nhau trên lãnh thổ Campuchia tại khu vực Stung Treng, sau đó hợp với Se Kong rồi đổ vào Mekong.13°32′22″B 105°57′21″Đ / 13,53945°B 105,955937°Đ
- Tonlé Sap là sông có lưu vực rộng chiếm phần lớn lãnh thổ Campuchia ở Trung và Tây Bắc, cùng với Biển Hồ, đổ vào Mekong ở phía trên Phnôm Pênh.

## Lịch sử
Sự khó khăn về giao thông thủy của con sông này làm chia cắt con người sống hai bên bờ hơn là liên kết họ. Nền văn minh được biết sớm nhất là nền văn hóa Mã Lai, Ấn Độ hóa hồi thế kỷ 1, của Vương quốc Phù Nam, trong lưu vực sông Mê Kông. Sự khai quật ở Óc Eo, gần Rạch Giá ngày nay, đã tìm thấy những đồng tiền khác xa với Đế chế La Mã. Vương quốc Phù Nam được nối tiếp bởi quốc gia Khmer Chân Lạp (Chenla) cho đến thế kỷ 5. Đế chế Khmer Angkor là quốc gia chịu ảnh hưởng của văn hóa Ấn Độ cuối cùng trong khu vực. Sau khi quốc gia này bị tiêu diệt sông Mê Kông đã là đường biên giới của các quốc gia đối đầu nhau như Xiêm và Việt Nam, với Lào và Campuchia nằm trong tầm ảnh hưởng của họ.
Người châu Âu đầu tiên thám hiểm sông Mê Kông là người Bồ Đào Nha có tên là Antonio de Faria vào năm 1540. Bản đồ của người châu Âu năm 1563 có vẽ lại con sông này, mặc dù chỉ có một đoạn nhỏ ở khu vực đồng bằng châu thổ. Sự quan tâm của người châu Âu không có chung mục đích: những người Tây Ban Nha và người Bồ Đào Nha chỉ thực hiện những cuộc thám hiểm nhằm mục đích truyền giáo và buôn bán, trong khi đó người Hà Lan Gerrit van Wuysthoff đã dẫn đầu một cuộc thám hiểm đến tận Viêng Chăn (1641-1642).
Người Pháp có sự quan tâm đặc biệt tới khu vực này vào giữa thế kỷ 19, sau khi chiếm đóng Sài Gòn năm 1861 và thiết lập sự bảo hộ Campuchia năm 1863.
Cuộc thám hiểm có hệ thống đầu tiên là cuộc thám hiểm sông Mekong 1866-1868 do người Pháp là Ernest Doudart de Lagrée và Francis Garnier thực hiện. Họ đã phát hiện ra rằng Mekong có quá nhiều thác nước và những chỗ chảy xiết, không có lợi cho giao thông đường thủy.
Từ năm 1893, người Pháp mở rộng quyền kiểm soát của họ đối với con sông này tới tận Lào bằng việc thiết lập ra Liên bang Đông Dương trong những năm đầu tiên của thế kỷ 20. Điều này đã chấm dứt sau Chiến tranh Đông Dương lần thứ nhất kết thúc và người Mỹ can thiệp vào khu vực.
Sau Chiến tranh Việt Nam, những bất đồng giữa Thái Lan, Việt Nam và Trung Quốc khi đó đã hạn chế sự hợp tác của các bên trong việc khai thác tiềm năng của dòng sông này. Tuy nhiên, hiện nay các bên đã xích lại gần nhau hơn trong vấn đề này.

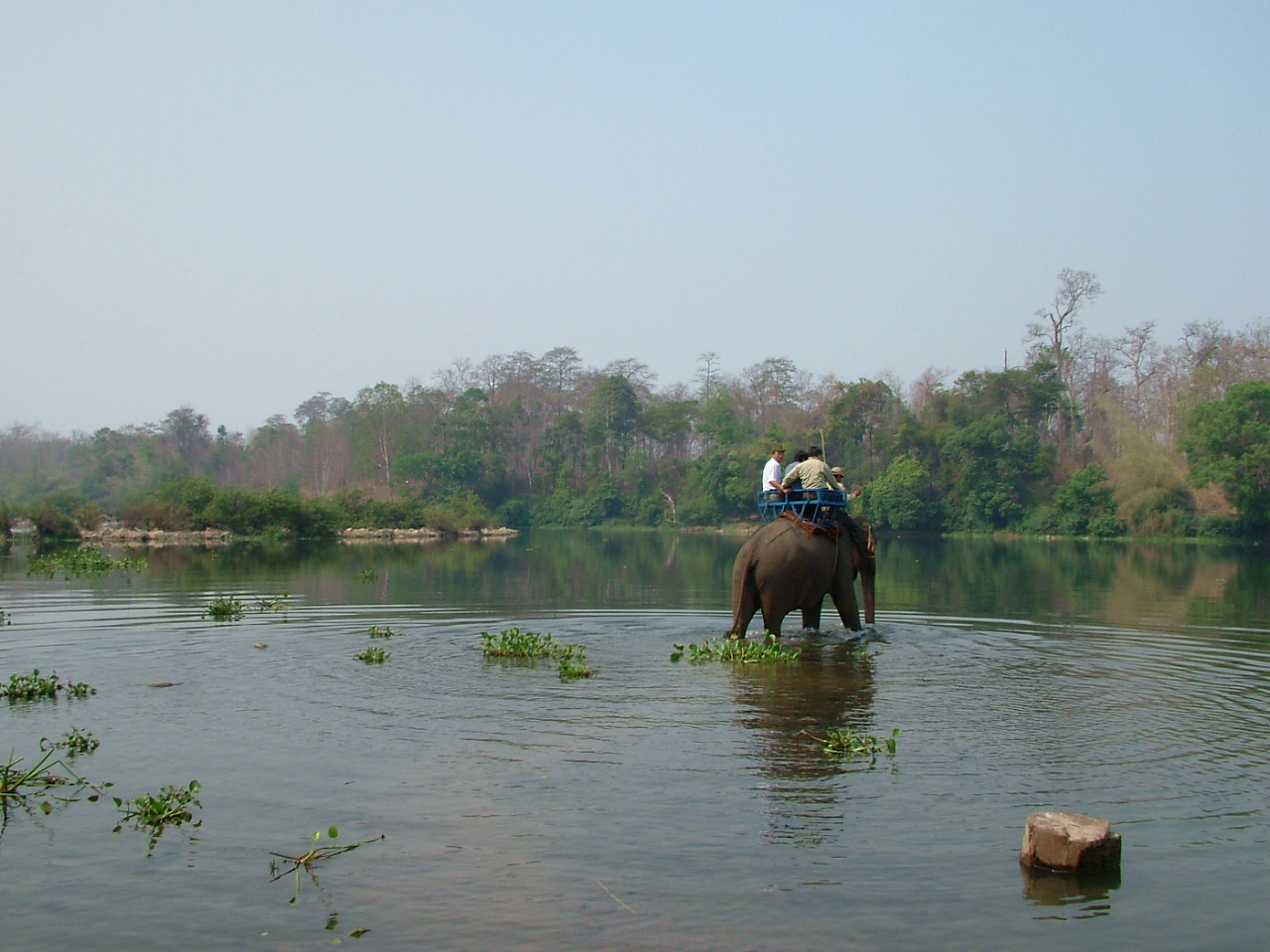
Sông Srêpốk, Bản Đôn, Đắk Lắk.
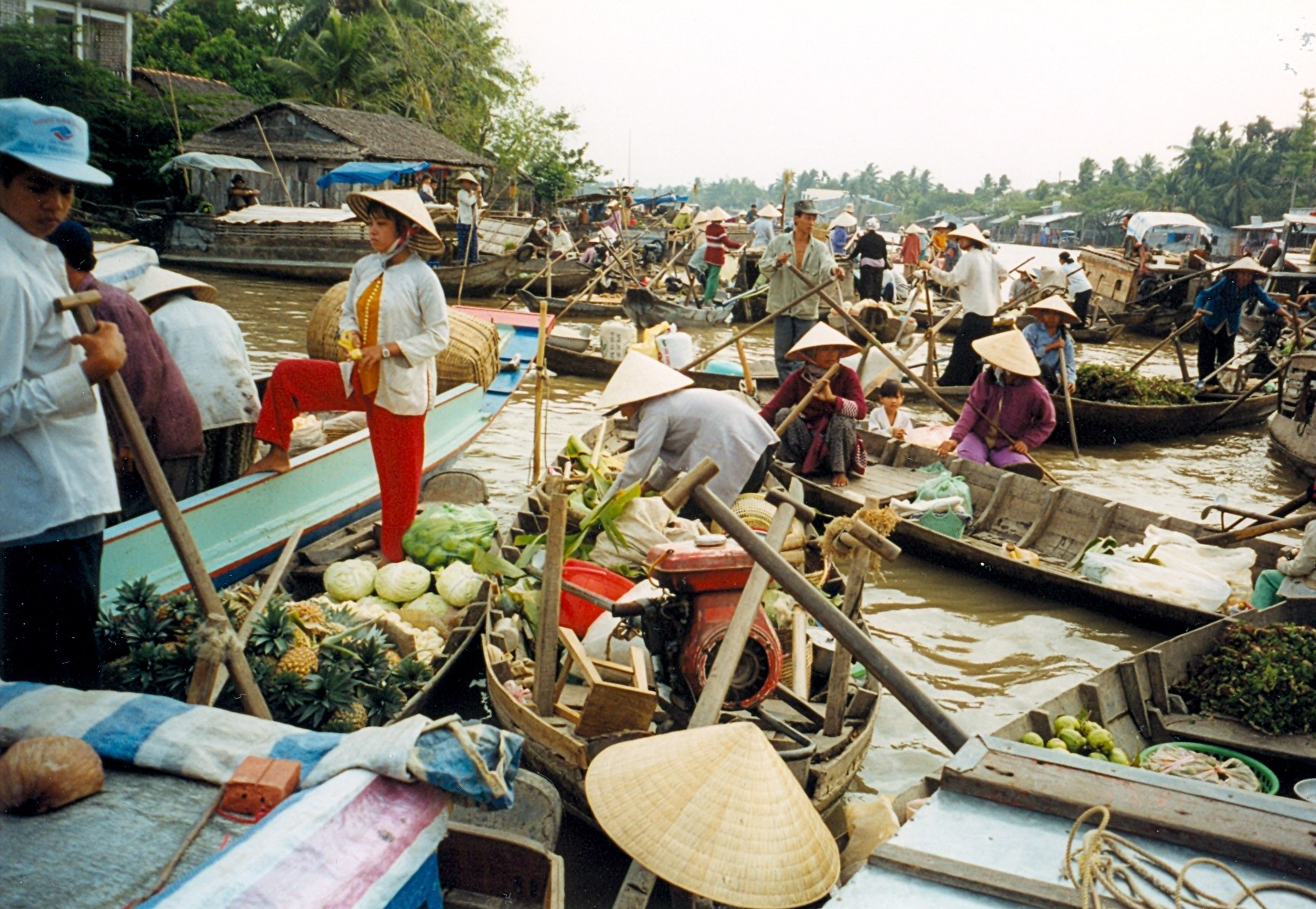
Cần Thơ.
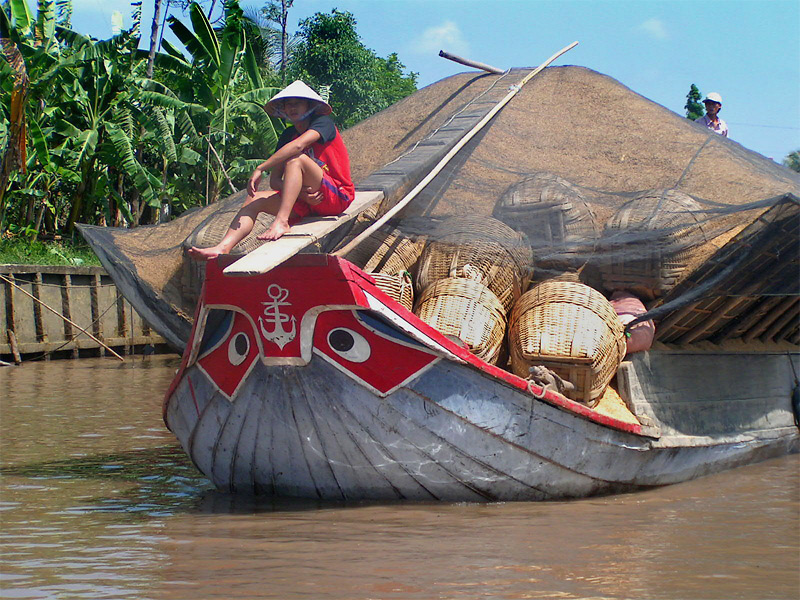
Vĩnh Long.
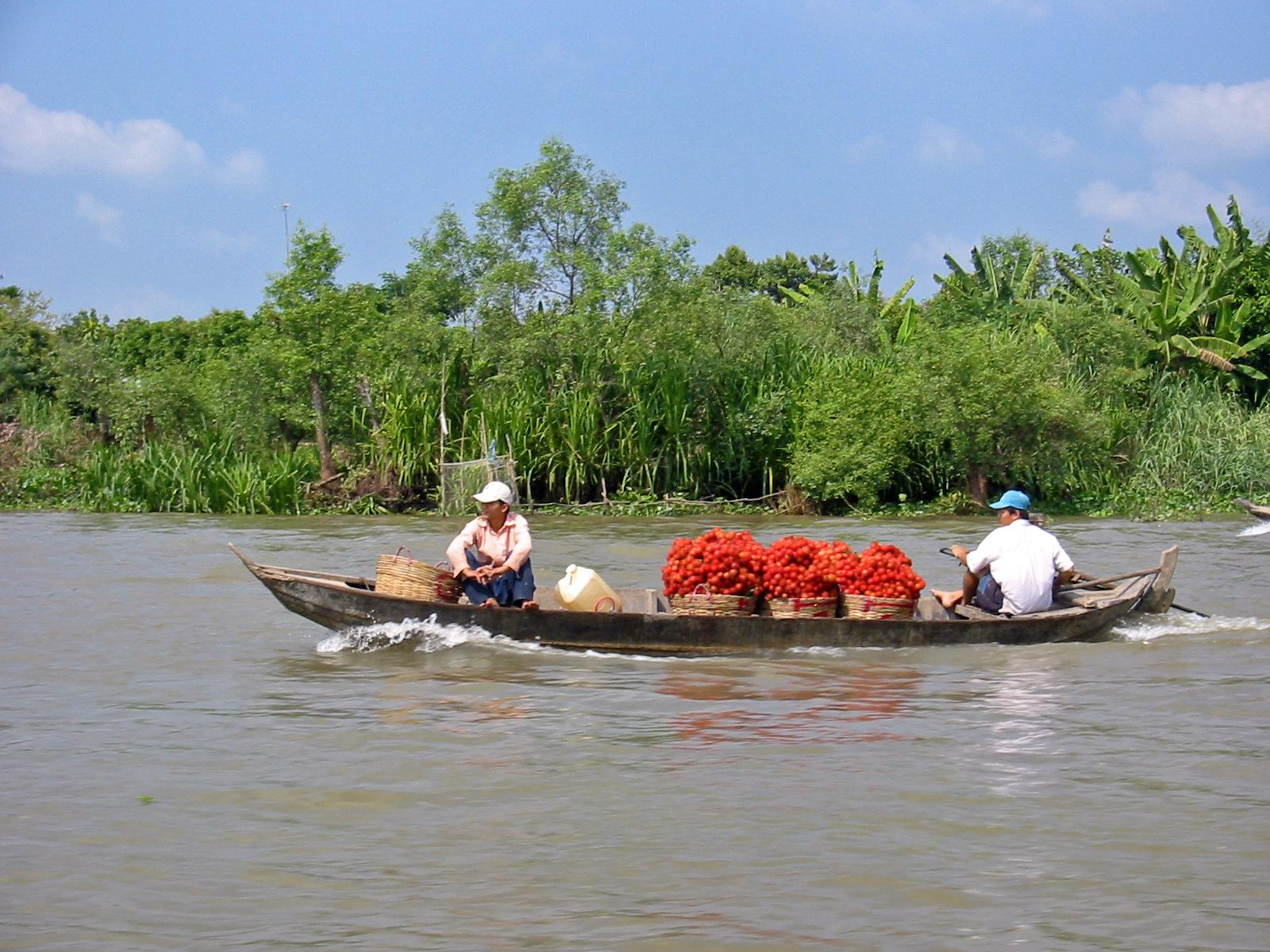
Đồng bằng sông Cửu Long.
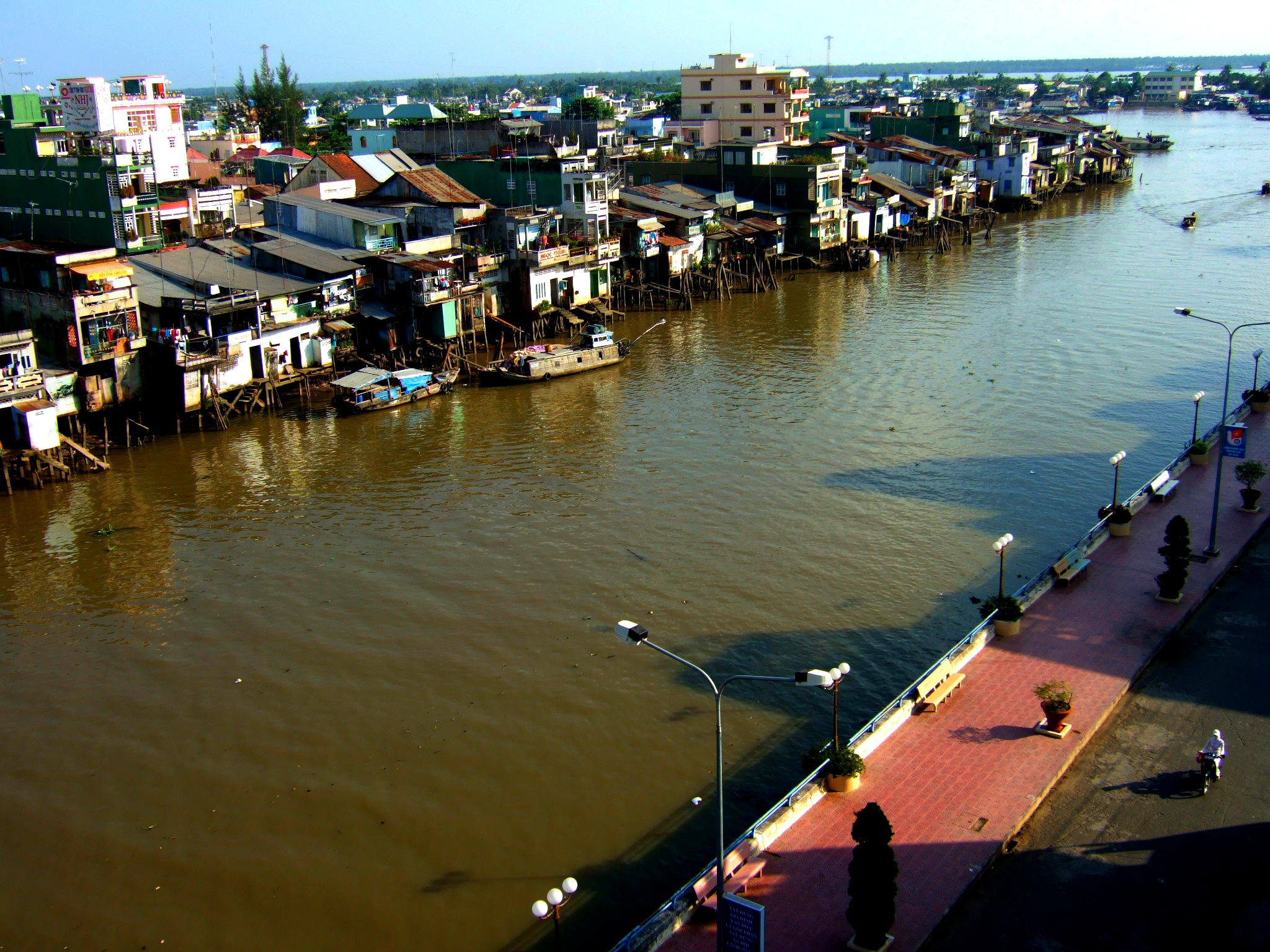
Mỹ Tho.
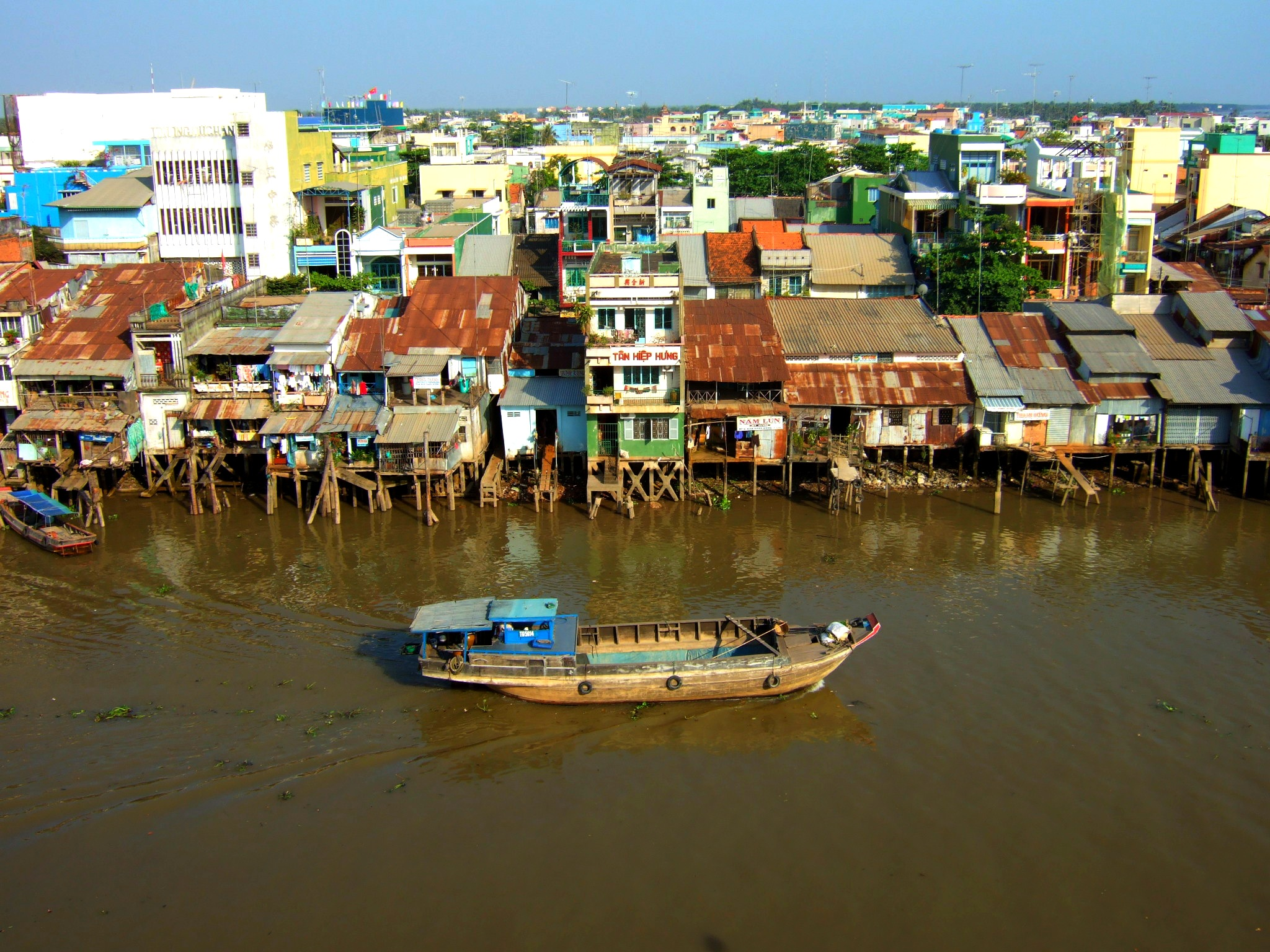
Mỹ Tho.
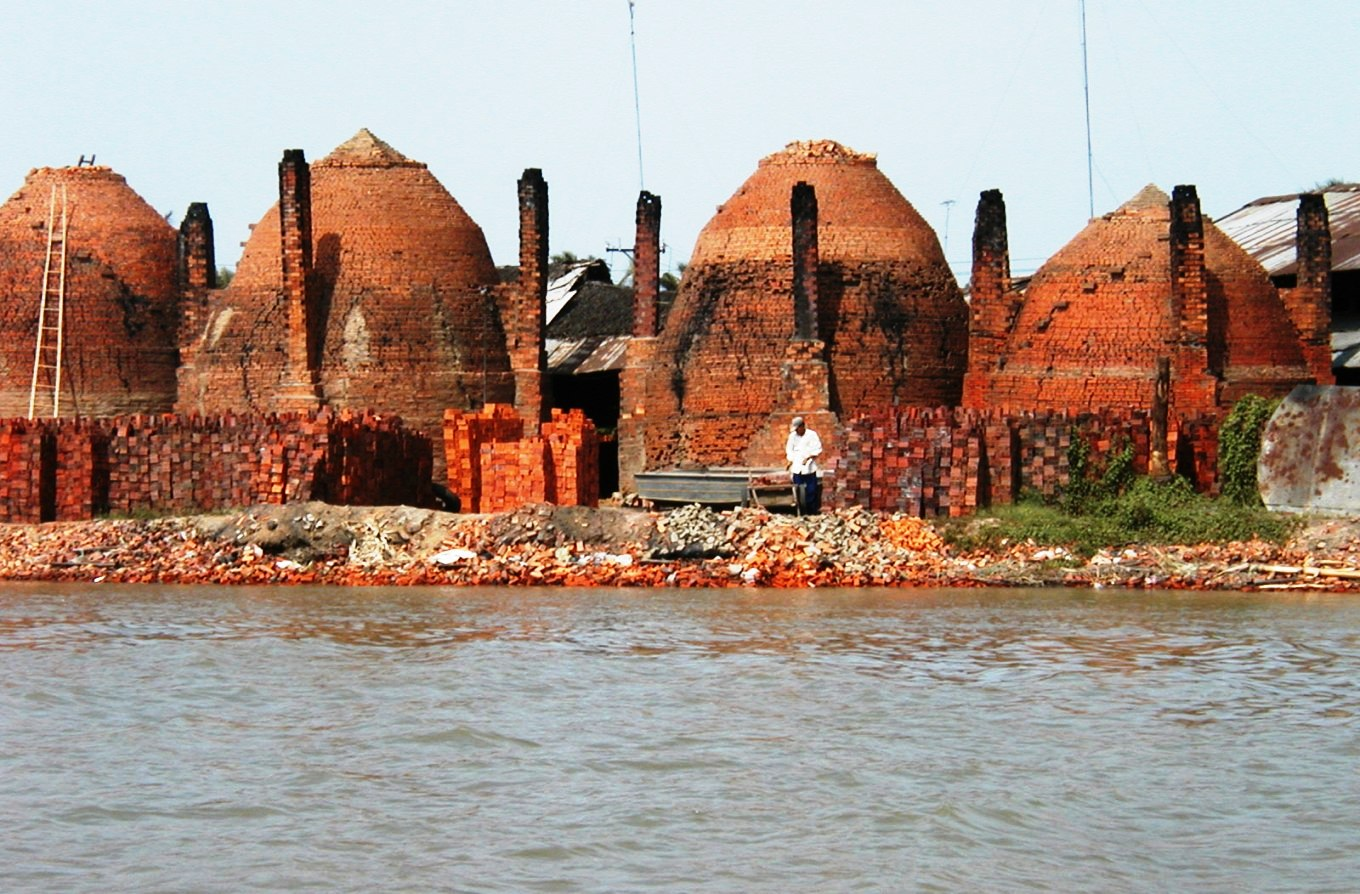
Lò gạch bên Sông Hậu.
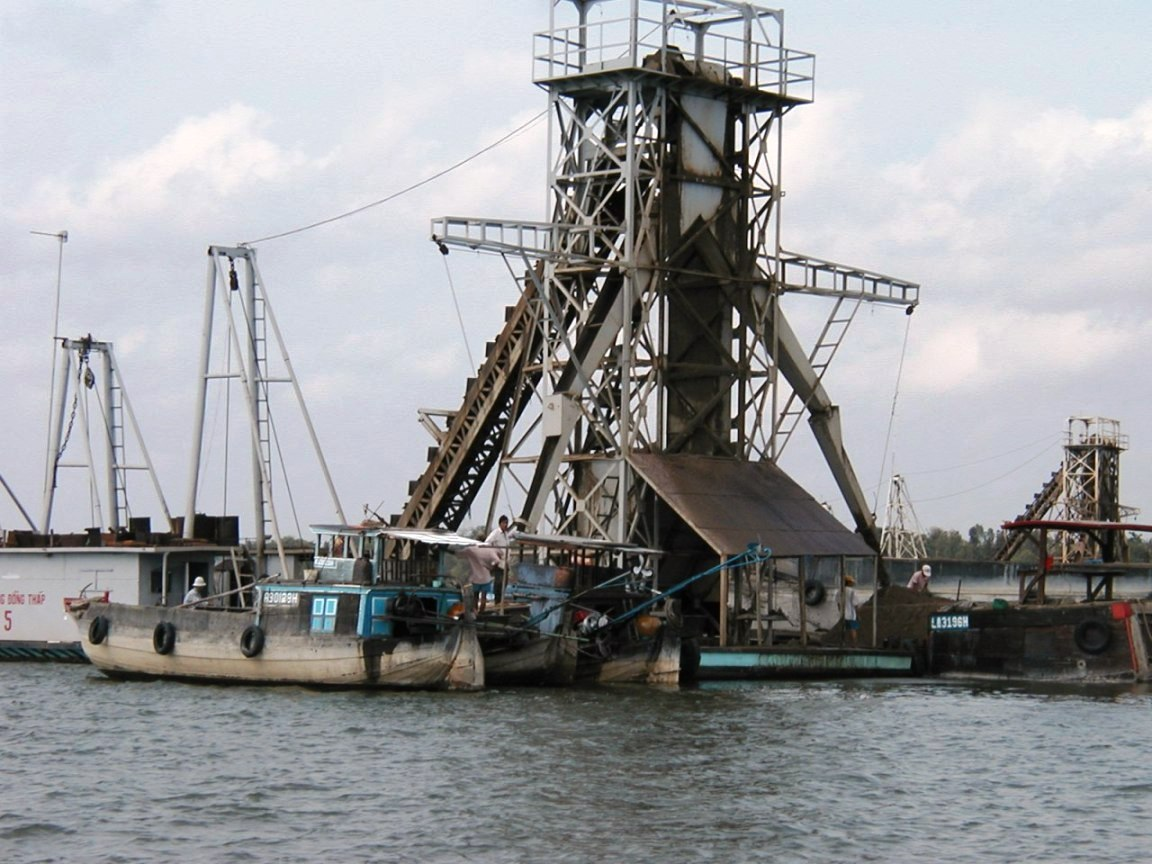
Khai thác cát trên Sông Tiền, một hoạt động tác động đến dòng chảy của sông.
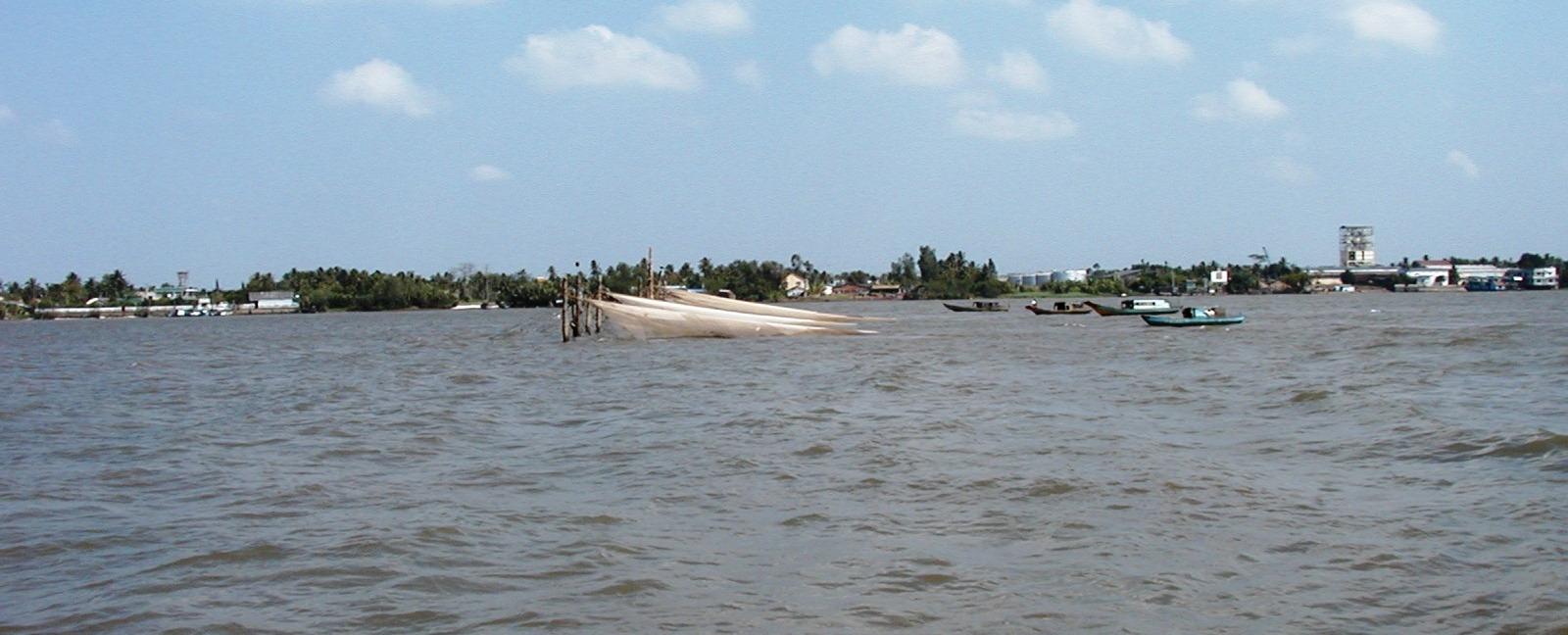
Lưới bắt cá trên sông Tiền.
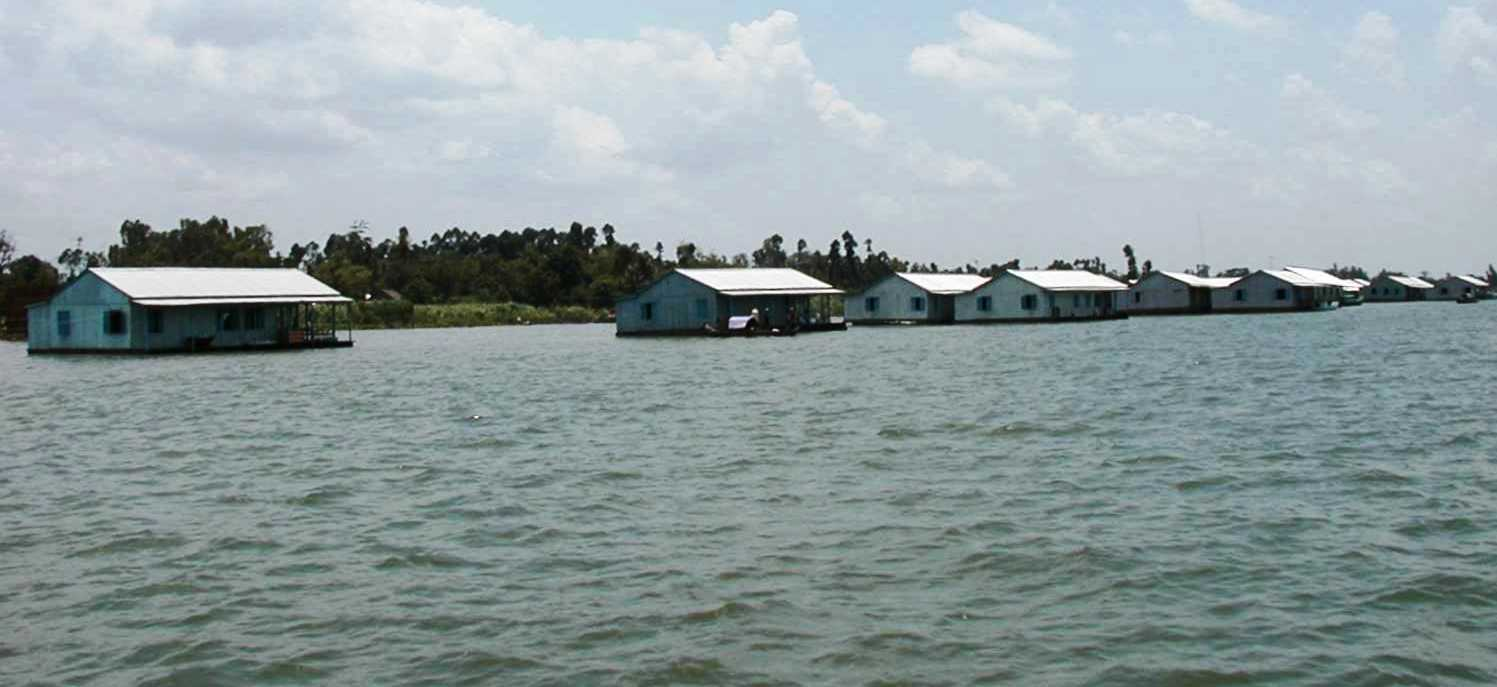
Nuôi cá trên Sông Tiền ở Cao Lãnh, Đồng Tháp.
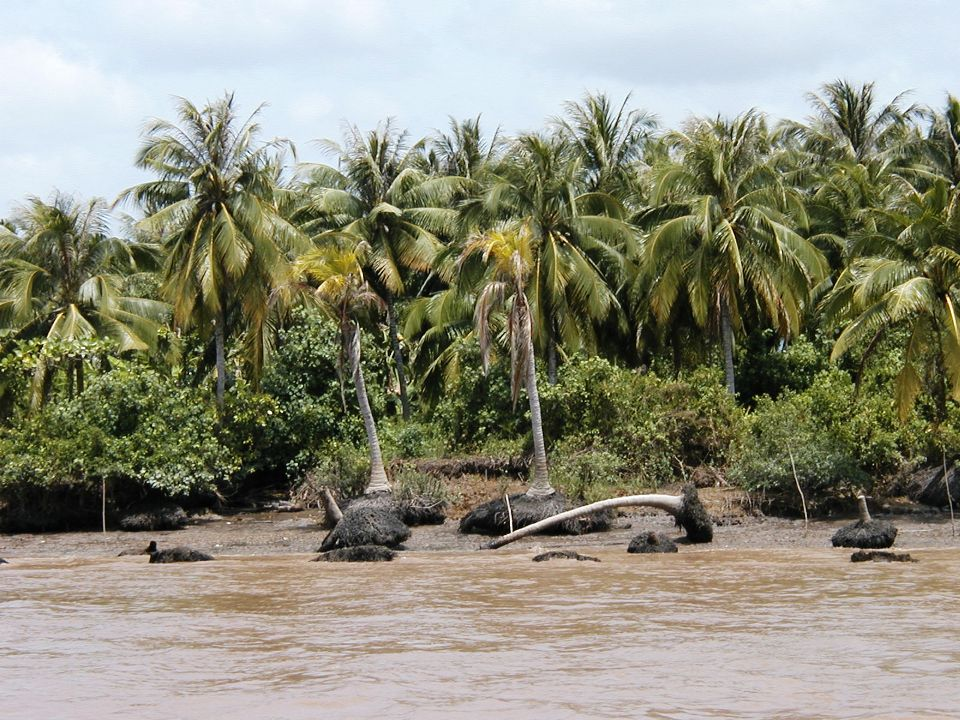
Xói lở bờ sông Tiền ở Bình Đại, Bến Tre.
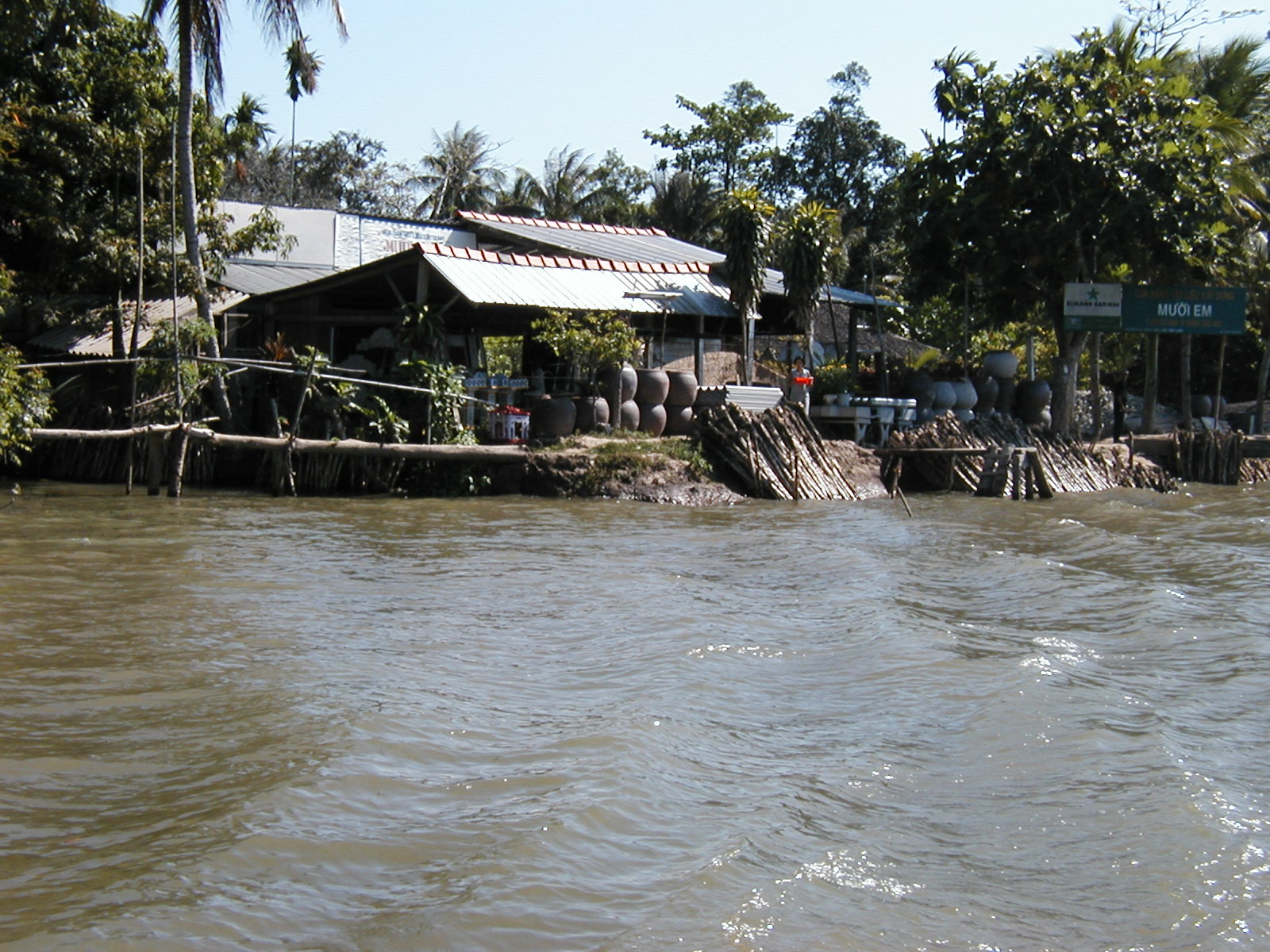
Cầu khỉ và xưởng mắm cá trên bờ sông Tiền ở Bình Đại, Bến Tre.

## Lưu lượng
Lưu lượng ròng hằng năm của sông Mê Kông là 475 tỉ mét khối, đứng ở vị trí thứ hai trong các sông ở Đông Nam Á, chỉ xếp sau sông Ayeyarwady có lưu lượng ròng hằng năm là 486 tỉ mét khối.
Nguồn cung cấp nước chủ yếu là giáng thuỷ trong lưu vực và nước tan từ núi tuyết, trong đó giáng thuỷ chiếm hơn 1/2 lưu lượng ròng của dòng sông, nước tan từ núi tuyết chiếm khoảng 1/6.
Do lưu vực sông Mê Kông bị gió mùa ảnh hưởng, nên mực nước và lưu lượng dòng chảy cao nhất vào mùa mưa từ cuối tháng 5 đến tháng 10. Mùa mưa bắt đầu vào tháng 5, mực nước lên cao, từ tháng 9 đến tháng 10 là đỉnh lũ, lưu lượng đỉnh lũ lớn nhất từng đạt 75.700 m3/s.
Khu vực ngập lụt chủ yếu ở châu thổ, diện tích ngập lụt khoảng 4 triệu hécta, do có hồ Tonlé Sap điều tiết, nên đã giảm nhẹ mức độ ngập lụt.
Từ tháng 1 đến tháng 2 là khoảng thời gian nước cạn, lưu lượng tối thiểu 1.250 m3/s.
Sông Mê Kông có một chuỗi đảo dài chừng 50 kilômét ở chỗ sát gần biên giới Lào và Campuchia. Khi mùa mưa đến, chỗ rộng nhất đạt 14 kilômét, là một đoạn "eo" rộng nhất của sông Mê Kông. Mùa khô nước sông rút xuống, đoạn "eo rộng" này sẽ xuất hiện hàng trăm đảo nhỏ. Nếu đem bãi nhỏ, bãi cạn tính vào trên, số lượng hơn một ngàn, người địa phương đem khu vực này gọi là Si Phan Don (bốn ngàn hòn đảo xinh đẹp).
Khu vực đồng bằng sông Cửu Long là một đồng bằng bồi tích do sông Mê Kông vận chuyển phù sa trải qua hàng nghìn năm mà hình thành, hầu như không có sự chênh lệch về độ cao, vào cuối mùa khô lưu lượng ít, hiệu ứng thuỷ triều của biển Đông xuất hiện rõ rệt. Lúc triều lên và triều rút, mực nước Vàm Kênh, Tiền Giang gần cửa sông thay đổi 3m, mực nước gần cầu Mỹ Thuận cách cửa sông khoảng 100 km thay đổi từ 2 đến 2,5m, mực nước ở Châu Đốc cách cửa sông khoảng 200 km thay đổi khoảng 1 m, sự thay đổi này chính là do thuỷ triều ảnh hưởng, có đặc trưng của sông cảm triều rất mãnh liệt.
Lưu lượng trung bình hằng tháng đo tại trạm quan trắc Pakxe (m3/s)

(trung bình 1 năm là 9000 m3/s)

## Lưu vực
Sông Mê Kông là dòng sông dài nhất ở Đông Nam Á, có tổng chiều dài 4.350 kilômét, tổng diện tích lưu vực 795.000 kilômét vuông, là sông dài thứ mười hai thế giới, sông dài thứ bảy ở châu Á.
Sông Mê Kông bắt nguồn ở tỉnh Thanh Hải, Trung Quốc, chảy qua Tây Tạng và Vân Nam, sau đó trở thành bộ phận biên giới quốc tế giữa Myanmar và Lào, giữa Lào và Thái Lan, vẫn còn chảy qua Campuchia và Việt Nam, cuối cùng đổ vào biển Đông thông qua hệ thống đồng bằng sông Cửu Long.
Viêng Chăn - thủ đô Lào, và Phnôm Pênh - thủ đô Campuchia, đều nằm ở bên bờ sông.
Khoảng 3/4 diện tích lưu vực sông Mê Kông nằm ở 5 quốc gia - Myanmar, Lào, Thái Lan, Campuchia và Việt Nam, có hạ du của sông chảy qua.
Đoạn sông sau khi sông Lan Thương chảy ra khỏi biên giới Trung Quốc gọi là sông Mê Kông, chiếm 79,3% tổng diện tích lưu vực sông Mê Kông - Lan Thương, hầu như bao gồm toàn bộ Lào, Campuchia và phần lớn khu vực Thái Lan, khu vực tam giác châu ở Việt Nam có gradient bỉ giáng trung bình khoảng 0,16‰.
Là dòng sông quốc tế lớn thứ hai đổ vào biển Đông ở Thái Bình Dương, xếp sau sông quốc tế sông Amur đổ vào biển Okhotsk ở Thái Bình Dương.
Chi lưu chủ yếu có sông Nam Tha, sông Nam Ou, sông Nam Khan, sông Nam Ngum, sông Nam Theun, sông Bang Fai, sông Bang Hiang, sông Mun, sông Sê San, sông Tonlé Sap,... trong đó sông Mun là chi lưu lớn nhất.

### Diện tích lưu vực
Có 22 chi lưu của sông Mê Kông có diện tích lưu vực lớn hơn 5.000 kilômét vuông. Diện tích lưu vực sông Cửu Long, Việt Nam là 65.000 kilômét vuông, lưu lượng trung bình hằng năm là 1.660 m3/s.
| Quốc gia   | Diện tích lưu vực trong lãnh thổ (km2) | Lưu lượng trung bình hằng năm (m3/s)                           |
| ---------- | -------------------------------------- | -------------------------------------------------------------- |
| Trung Quốc | 164.800                                | 2.140 *Thuỷ lượng xuất cảnh trung bình hằng năm là 76,5 tỉ m3. |
| Myanmar    | 24.000                                 | 300                                                            |
| Lào        | 202.000                                | 5.270                                                          |
| Thái Lan   | 184.000                                | 2.560                                                          |
| Campuchia  | 155.000                                | 2.860                                                          |
| Việt Nam   | 65.000                                 | 1.660                                                          |

Trong đó, bốn nước Lào, Thái Lan, Campuchia và Việt Nam ở hạ du sông Mê Kông hợp thành Uỷ hội sông Mê Kông.

### Nhân khẩu lưu vực
Cư dân ở lưu vực hạ du chiếm khoảng 1/3 dân số của bốn quốc gia ven bờ sông. Hầu như tất cả mọi người đều làm nông nghiệp, lúa nước là cây trồng chủ yếu. Chỗ tập trung nhân khẩu nhất nằm ở đồng bằng sông Cửu Long và cao nguyên Khorat. Một số ít nhân khẩu ở các thành thị liên tục gia tăng nhanh chóng, chủ yếu là thông qua di cư mà chuyển đến đô thị. Nhân khẩu lưu vực không chung quan hệ chủng tộc. Các nhóm chủng tộc từ khu vực thượng du sông Mê Kông bao gồm người Karen (ngữ hệ Hán - Tạng) và người H'Mông (ngữ hệ Miêu - Dao) cho đến khu vực hạ du sông Mê Kông bao gồm người Khmer (ngữ hệ Nam Á), người Chăm (ngữ hệ Nam Đảo), người Thái (ngữ hệ Kra-Dai), người Môn (ngữ hệ Nam Á). Người Việt tập trung ở tam giác châu, người Khmer và người Thái thậm chí phân bố rộng rãi hơn ở lưu vực hạ du.

## Địa lí tự nhiên

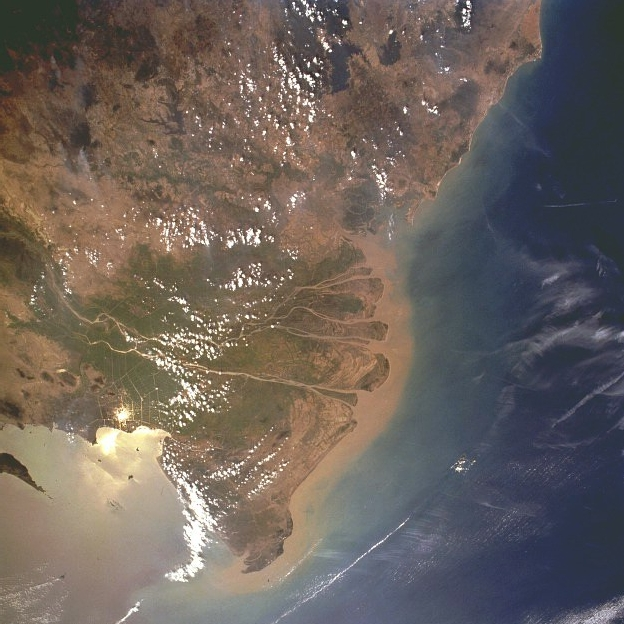
Đồng bằng sông Cửu Long nhìn về phía Tây Nam.

Theo khảo sát của Hiệp hội Thám hiểm Khoa học Trung Quốc (CASE), sông Mê Kông phát nguyên từ suối Lạp Tái Công Mã, cao 5.224 mét so với mặt nước biển. Suối này nằm trên núi Quả Tông Mộc Tra ở tỉnh Thanh Hải, hình thành sông Trát A Khúc, sông Trát A Khúc được Viện Khoa học Trung Quốc công nhận là nơi phát nguyên của sông Mê Kông. Tuy nhiên, một đoàn thám hiểm do Michel Peissel dẫn đầu vào năm 1994, xác định sông Trát Na Khúc - nằm xa về phía tây ở đèo Rupsa (cao 4.975 mét), là nơi phát nguyên của sông Mê Kông.
Diện tích lưu vực sông Mê Kông khoảng 795.000 kilômét vuông, từ cao nguyên Thanh Tạng một mạch kéo dài đến biển Đông. Bởi vì lòng sông của sông Mê Kông bị thu hẹp trong 1.955 kilômét đầu của lưu trình, cho nên trạng thái tự nhiên chiếm vị trí chủ đạo ở thượng du và hạ du của sông Mê Kông sau khi chảy ra khỏi cao nguyên Vân Nam hình thành sự tương phản, căn cứ vào đó đem nó chia thành hai bộ phận chủ yếu.
Thượng du sông Mê Kông là một thung lũng hẹp dài, chiếm khoảng 1/4 tổng diện tích lưu vực, cắt xuyên qua dãy núi và cao nguyên ở Trung Quốc. Hạ du sông Mê Kông nằm ở bên dưới điểm bắt đầu hình thành biên giới Myanmar và Lào, dài 2.390 kilômét, có cao nguyên Khorat ở Thái Lan, có sườn phía tây của dãy núi Trường Sơn - dải núi dài phân chia ranh giới Việt Nam và Lào, cùng với đa số khu vực ở Campuchia là lưu vực của nó, sau đó chảy qua hệ thống sông ngòi của đồng bằng sông Cửu Long ở Việt Nam rồi đổ vào biển Đông.
Sông Mê Kông ở phía thượng du là một trong những cụm sông cả bắt nguồn trên cao nguyên nằm giữa sông Thanlwin và sông Trường Giang; lòng sông cắt sâu vào khu vực gập ghềnh mà nó chảy qua. Ở giữa Lào và Myanmar, khoảng 20.720 kilômét vuông lãnh thổ Myanmar là lưu vực sông Mê Kông, toàn là khu vực gập ghềnh, không bằng phẳng. Đoạn sông hạ du của sông Mê Kông tương đối thoai thoải, tạo thành một đoạn biên giới khá dài giữa Lào và Thái Lan, trở thành một nguyên nhân chính gây xung đột và hợp tác giữa bốn nước Campuchia, Lào, Thái Lan và Việt Nam.

### Địa hình địa mạo

#### Sông Lan Thương - thượng nguồn sông Mê Kông
Sông Lan Thương là dòng sông có hướng chảy về phía nam điển hình, tuỳ theo dòng chảy từ bắc xuống nam của sông, lưu vực mà nó chảy qua, hầu như đã bao gồm tất cả cảnh quan tự nhiên và loại hình khí hậu trên thế giới trừ sa mạc và bán sa mạc Gobi ra. Ở phương diện xã hội nhân văn, lưu vực sông Lan Thương là khu vực tập trung nhiều sắc tộc, chỉ trong lưu vực đoạn chảy qua Vân Nam đã phân bố 16 dân tộc như người Thái (ngữ hệ Kra - Dai), người Bạch (ngữ hệ Hán - Tạng), người Bố Y (ngữ hệ Kra - Dai), người Lô Lô (ngữ hệ Hán - Tạng),... trong đó người Thái, người Bố Y và người Derung (ngữ hệ Hán - Tạng) là các dân tộc xuyên biên giới. Phong tục tập quán, phương thức sinh hoạt và tín ngưỡng tôn giáo mỗi dân tộc có đặc sắc riêng, phần lớn hoà nhập với môi trường tự nhiên ở địa phương.
Khu vực đầu nguồn chỉ lưu vực phía trên huyện Tạp Đa, tỉnh Thanh Hải, có chiều cao trung bình trên 4.500 mét so với mực nước biển, thuộc khu vực thảo điện cao nguyên. Loại hình địa mạo chủ yếu có: đồng bằng lũng sông, núi cao và sông băng. Đồng bằng lũng sông chỉ lũng sông nằm ở hai phía sông cái hoặc chi lưu, có độ cao trung bình trên 4.500 mét so với mực nước biển, đặc điểm của nó là mặt đất bằng phẳng, chênh lệch độ cao tương đối không lớn, độ dốc của mặt đất nhỏ hơn 10°, lũng sông phân bố đồng đều với ao đầm. Núi cao là loại hình địa mạo chủ yếu ở khu vực đầu nguồn. Chiều cao của núi cao là từ 4.500 đến 5.800 mét so với mực nước biển. Căn cứ vào sự khác nhau của độ nhấp nhô mặt đất có thể chia thành 4 loại: gò đồi cao (độ nhấp nhô nhỏ hơn 200 mét), núi nhấp nhô nhỏ (độ nhấp nhô từ 200 đến 500 mét), núi cao nhấp nhô vừa (độ nhấp nhô từ 500 đến 1.000 mét) và núi cao nhấp nhô lớn (độ nhấp nhô lớn hơn 1.000 mét). Các núi cao có độ nhấp nhô khác nhau phân bố xen kẽ với lũng sông. Tổng diện tích sông băng ở khu vực đầu nguồn khoảng 60 kilômét vuông, tập trung phân bố ở trên núi cao nhấp nhô lớn có độ cao trên 5.500 mét so với mực nước biển.
Tạp Đa - Xương Đô là một bộ phận của thượng du sông Lan Thương, nó kết hợp với khu vực đầu nguồn gọi là thượng du sông Lan Thương. Địa mạo của phân đoạn lưu vực này là loại hình chuyển tiếp từ địa mạo núi cao - đồng bằng lũng sông ở khu vực đầu nguồn sang địa mạo núi cao - hẻm núi ở trung du, cũng là loại hình địa mạo chuyển tiếp từ cao nguyên Thanh Tạng sang dãy núi Hoành Đoạn. Từ phía dưới huyện Tạp Đa cho đến khu vực biên giới giữa Thanh Hải và Tây Tạng là núi cao xen kẽ với lũng sông có mặt cắt ngang rộng lớn, phát triển dọc theo đảo sông và bãi ngập lũ, chiều cao trung bình của lũng sông là 3.500 - 4.000 mét, núi cao ở hai bờ có chiều cao là 5.000 mét so với mực nước biển. Đoạn từ biên giới Thanh Hải và Tây Tạng cho đến Xương Đô, núi cao ở hai bờ cao từ 5.000 đến 5.500 mét so với mực nước biển, chiều cao lòng sông là 3.150 đến 3.500 mét, hình thành một số hẻm núi hình chữ V bổ sâu 500 đến 1.000 mét, điều này đã cho thấy địa mạo núi cao - hẻm núi.
Từ phía dưới Xương Đô cho đến cầu treo Công Quả (về sau đổi tên thành cầu Xương Cam) ở Vân Long, Vân Nam là trung du sông Lan Thương. Khu vực này là địa mạo núi cao - hẻm núi điển hình. Núi cao xen kẽ với hẻm núi, độ nhấp nhô của địa hình lớn, lưu vực chật hẹp. Khu vực này nằm ở chỗ tam giang tính lưu của dãy núi Hoành Đoạn, chênh lệch độ cao tương đối giữa núi cao và hẻm núi là 3.000 đến 4.000 mét. Đỉnh núi chủ yếu ở hai bờ của lũng sông cao trên 5.500 mét so với mực nước biển. Hẻm núi lớn Mai Lí sông Lan Thương, dài 150 kilômét, là chỗ có chênh lệch độ cao lớn nhất ở tỉnh Vân Nam. Mặt sông của hẻm núi có độ cao 2.006 mét so với mực nước biển, núi tuyết Mai Lí ở tả ngạn có đỉnh Kawagarbo cao 6.740 mét so với mực nước biển, núi tuyết Bạch Mã ở hữu ngạn có đỉnh Zhalaqueni cao đến 5.460 mét, chênh lệch độ cao lớn nhất của hẻm núi đạt 4.734 mét, khoảng cách mặt sườn núi tính từ mặt sông đến đỉnh núi là 14 kilômét, cứ mỗi kilômét trung bình tăng lên 337 mét, hẻm núi có một mặt sườn gần như thẳng đứng. Mực nước cạn của đoạn sông chính này từ trên xuống dưới là 3.150 đến 1.240 mét. Phân đoạn lưu vực trung du sông Lan Thương vừa là phân đoạn có chênh lệch độ cao tương đối lớn nhất toàn lưu vực vừa là phân đoạn chật hẹp nhất toàn lưu vực. Đoạn có độ nhấp nhô lớn nhất là làng Lựu Đồng Giang, Địch Khánh, Vân Nam, mực nước cạn của nó là 2.054 mét, nhưng mà đỉnh Kawagarbo của núi tuyết Mai Lí ở hữu ngạn có độ cao 6.740 mét, chênh lệch độ tương đối của nó đạt 4.686 mét. Đoạn đất chật hẹp nhất của lưu vực là chỗ sát gần khối núi Vân Lĩnh ở phía tây bắc Vân Nam, đường phân thuỷ giữa hai bờ chỉ có 20 - 25 kilômét.
Từ phía dưới cầu treo Công Quả cho đến cửa sông Nam A là hạ du sông Lan Thương. Từ phía dưới cầu treo Công Quả cho đến cầu Doãn Cảnh Hồng sông Lan Thương là khu vực núi vừa - thung lũng nới rộng, là khu vực chuyển tiếp giữa cao nguyên Thanh Tạng sang cao nguyên Vân Quý. Địa hình khu vực này bị nứt vỡ, lũng sông cắt xẻ mãnh liệt, thung lũng chính vẫn có hình chữ V, chênh lệch độ cao của núi cao - hẻm núi là 3.500 - 1.000 mét. Từ cầu Doãn Cảnh Hồng sông Lan Thương đến cửa sông Nam A, có cảnh quan địa mạo núi thấp vừa - thung lũng nới rộng (bồn địa), độ cao từ 500 đến 1.000 mét, đáy thung lũng rộng 150 đến 300 mét, tối đa có thể đạt 800 đến 1.200 mét. Có một số tiểu bồn địa phân bố rải rác giữa các núi. Sự phát triển lũng sông và sự xuất hiện hệ thống sông ngòi của đoạn sông này vẫn bị sơn hệ hình dạng "chổi" của phía nam dãy núi Hoành Đoạn kiểm soát, nhưng tác dụng cắt bổ và xói mòn của nước chảy cũng đóng vai trò rất lớn.

#### Sông Mê Kông
Địa hình sông Mê Kông chia thành 5 vùng: cao nguyên bắc bộ, dãy núi Trường Sơn, cao địa nam bộ, cao nguyên Khorat và đồng bằng sông Mê Kông. Cao nguyên bắc bộ bao gồm phía bắc Lào, vùng núi của tỉnh Loei và tỉnh Chiang Rai ở Thái Lan, đến đâu đều là núi cao đỉnh lớn, chiều cao đạt từ 1.500 đến 2.800 mét so với mực nước biển, chỉ có số ít đồng bằng cao địa và đồng bằng bồi tích lũng sông. Dãy núi Trường Sơn kéo dài hơn 800 mét từ tây bắc đến đông nam, sườn núi phía bắc và phía trung dốc gần như thẳng đứng, phía nam là khu vực gò đồi. Sườn nam và sườn tây bị gió mùa Tây Nam ảnh hưởng, lượng mưa khá lớn, nhưng mà lũng sông ở phía trung khá khô hạn. Cao địa nam bộ bao gồm dãy núi Kravanh ở Campuchia, mặt phía đông là đồi núi dài dằng dặc, mặt phía tây là gò đồi. Cao nguyên Khorat bao gồm đông bắc Thái Lan và một bộ phận của Lào, là bồn địa sơn gian hình cánh bướm có chiều dài và chiều rộng chừng 500 kilômét, sông Mun và sông Chi - các chi lưu của sông Mê Kông, chảy qua chỗ này. Đồng bằng sông Mê Kông là vùng đất thấp rộng lớn, bao gồm khu vực tam giác châu.
Đầu nguồn sông Lan Thương có hai nhánh: sông Trát Khúc (Zha Qu) và sông Ngang Khúc (Ang Qu), bắt nguồn ở cao địa có chiều cao hơn 4.900 mét so với mực nước biển trong dãy núi Tanggula. Hai sông này sau khi hợp lưu ở thị trấn Thành Quan, thành phố Xương Đô, Tây Tạng thì mới bắt đầu gọi là sông Lan Thương. Sông Lan Thương chảy dốc xuống theo hướng nam, xuyên qua cao nguyên Vân Nam bị xói mòn cắt xé thành gò đồi và thung lũng, cho đến một điểm phía nam ở Cảnh Hồng, trở thành dòng sông phân chia ranh giới Trung Quốc và Myanmar. Nước sông tiếp tục chảy xiết theo hướng tây nam; đoạn sông dài hơn 201 kilômét hình thành biên giới giữa Myanmar và Lào. Lưu vực về phía dưới Myanmar chia thành 6 bộ phận chủ yếu: cao địa bắc bộ, cao nguyên Khorat, cao địa đông bộ, đê địa nam bộ, cao địa nam bộ và tam giác châu. Đa số thảm thực vật thuộc loài cây lá rộng nhiệt đới, nhưng mà tuỳ theo sự khác nhau giữa vĩ độ và địa hình mà xuất hiện cây trồng cá biệt khác nhau.
Cao địa bắc bộ có núi nếp uốn cao, cao khoảng 2.743 mét so với mực bước biển, rất nhiều đỉnh núi, sườn núi dốc gần như thẳng đứng. Mặt phía nam của dòng sông có chiều đông - tây ở hạ du Viêng Chăn là cao nguyên Khorat, hầu như đã bao bọc tất cả bộ phận của lưu vực sông Mê Kông ở Thái Lan, cùng với hạ du của chi lưu sông Mê Kông ở Lào. Đây là một vùng gò đồi lên xuống êm dịu, đan xen dọc ngang với đồng bằng bồi tích bằng phẳng. Cao địa đông bộ là bộ phận hợp hành dãy núi Trường Sơn, dòng sông giữa núi đổ vào sông Mê Kông từ mặt phía tây. Phần lớn đoạn đất giữa Kỳ Sơn, Việt Nam và Kratié, Campuchia, đường phân thuỷ tạo thành biên giới giữa Việt Nam ở phía đông với Lào và Campuchia ở phía tây.
Đê địa nam bộ kề sát hai bên sông Mê Kông vùng hạ du ở Pakxe, Lào. Sông Mê Kông đột nhiên "té" chảy vào Campuchia ở thác Khone. Ở giữa thác Khone và Kratié, ghềnh hiểm trở và dòng nước xiết đan chéo qua lại với đồng bằng bồi tích. Ở phía dưới Kampong Cham, độ dốc của lòng sông biến thành thoai thoải, dòng sông chảy qua đới bồi tích rộng lớn trên đồng bằng ngập lũ của nó. Ở sát gần Phnôm Pênh, sông Mê Kông hợp lưu với sông Tonlé Sap, đồng thời nối liền với hồ Tonlé Sap thông qua sông Tonlé Sap. Hướng chảy của sông Tonlé Sap dựa vào mùa mà thay đổi. Vào đỉnh điểm mùa lũ, lúc mực nước sông Mê Kông cao, nước chảy vào trong hồ thông qua sông Tonlé Sap, mặt hồ lúc đó từ hơn 2.590 kilômét vuông tăng lên đến diện tích tối đa khoảng 10.360 kilômét vuông. Vào mùa khô, lúc nước lũ rút đi, sông Tonlé Sap hướng ngược lại chảy vào trong sông Mê Kông theo hướng đông nam. Hồ Tonlé Sap là một ngư trường có sản lượng cao.
Dãy núi Damrei và dãy núi Kravanh ở phía tây nam Campuchia hợp thành cao địa nam bộ. Một vài chi lưu của sông Tonlé Sap bắt nguồn ở những cao địa này. Sông Mê Kông về phía dưới Phnôm Pênh chia thành hai chi lưu : sông Tiền và sông Hậu. Tam giác châu từ đó một mạch kéo dài đến ven biển, tổng diện tích tam giác châu chừng 64.750 kilômét vuông, chia thành ba phần, về phía nam sông Hậu là bán đảo Cà Mau, bởi vì ứ tích bùn và cát của sông Mê Kông cho nên bán đảo mỗi năm kéo dài 60 - 80 mét hướng về ven biển phía tây nam. Bãi biển ở phía tây bán đảo đủ dài tạo thành rừng ngập mặn đặc biệt chỉ có ở miền nhiệt đới, bên trong vùng đất có nhiều ruộng lúa nước và rừng rậm nhiệt đới. Ở giữa sông Tiền và sông Hậu là đồng bằng màu mỡ và bằng phẳng, kênh mương dày đặc như mạng nhện. Bộ phận về phía bắc sông Tiền chia ra, phía tây là Đồng Tháp Mười, thực tế là vùng ao đầm, mùa mưa tạo thành một bãi nước rộng lớn bao la, chiều sâu của nước là từ 3m trở xuống, mùa khô cạn nước cũng đến đầu gối, sản xuất nhiều củ sen và lúa nước nổi, phía đông là đồng bằng Đồng Nai.
Từ biên giới Trung, Miến, Lào cho đến Viêng Chăn của Lào là thượng du, dài 1.053 kilômét. Phần lớn chảy qua khu vực có độ cao từ 200 đến 1.500 mét so với mực nước biển, địa hình lên xuống khá lớn, dọc đường bị dãy núi ngăn cản, dòng sông mấy lần trải qua uốn khúc, bề rộng lũng sông lúc rộng lúc hẹp thay qua đổi lại, độ dốc lòng sông khá dốc, phần nhiều là dòng nước chảy xiết và bãi cạn. Từ Viêng Chăn đến Pakxe là đoạn trung du, dài 724 kilômét. Chảy qua gò đồi của cao nguyên Khorat và chân núi của dãy núi Trường Sơn, phần lớn khu vực cao 100 đến 200 mét so với mực nước biển, địa hình lên xuống không lớn. Trong đó lũng sông ở đoạn phía trên rộng lớn, dòng nước yên tĩnh. Từ Kaysone Phomvihane cho đến Pakxe, độ dốc của lòng sông khá dốc, nhiều đá ngầm, bãi cạn và dòng nước chảy xiết. Thác Khone - một vùng nước hiểm, lớn nhất toàn sông nằm ở đoạn này. Từ phía dưới Phnôm Pênh cho đến cửa sông là đoạn sông tam giác châu, dài 332 kilômét. Sông Mê Kông sau khi tiếp nhận sông Tonlé Sap ở chỗ sát gần Phnôm Pênh chia thành sông Tiền và sông Hậu, sông Tiền và sông Hậu đi vào Việt Nam, lại chia thành 6 nhánh, qua 9 cửa sông rồi đổ vào biển Đông, cho nên đoạn sông Mê Kông đổ vào biển đặt tên là sông Cửu Long. Chiều cao trung bình của tam giác châu không đủ 2 mét, diện tích 44.000 kilômét vuông, địa thế thấp bằng, mạng lưới sông ngòi dày đặc, thổ nhưỡng phì nhiêu. Là một trong những khu sản xuất gạo trọng yếu ở Đông Nam Á.

### Khí hậu
Lưu vực sông Lan Thương, có nhiệt độ trung bình năm tính từ phía dưới Đức Khâm là trên 10℃, nhiệt độ mỗi tháng đều trên 8℃, tháng có nhiệt độ cao nhất là tháng 6, tháng có nhiệt độ thấp nhất là tháng 1; nhiệt độ trung bình năm ở khu vực phía trên Đức Khâm là dưới 10℃, tháng có nhiệt độ trung bình thấp nhất xuất hiện vào tháng 1 dưới 0℃, tháng có nhiệt độ trung bình cao nhất xuất hiện vào tháng 7. Nhiệt độ trung bình năm ở Tạp Đa - đầu nguồn sông Lan Thương chỉ 0,2℃, nhiệt độ tháng 1 là -11,3℃, nhiệt độ tháng 7 cũng chỉ có 10,69℃, đều là khu vực có nhiệt độ thấp nhất toàn lưu vực.
Lưu vực hạ du sông Mê Kông, nhiệt độ trung bình năm đều trên 25℃, nhiệt độ trung bình mỗi tháng đều trên 20℃, tháng có nhiệt độ cao nhất là vào tháng 5, tháng có nhiệt độ thấp nhất là từ tháng 12 đến tháng 1 năm sau, nhiệt độ từ tháng 2 đến tháng 5 dần dần lên cao, nhiệt độ từ tháng 6 đến tháng 12 dần dần xuống thấp. Khu vực đê địa ở hạ du sông Mê Kông có nhiệt độ trung bình cả năm khá cao. Khí hậu của lưu vực thượng du và hạ du sông Mê Kông bị nền thời tiết lớn của gió mùa ảnh hưởng khá lớn; vĩ độ, độ cao so với mực nước biển và địa hình cũng đóng vai trò to lớn đối với khí hậu của lưu vực, trong đó lấy sự ảnh hưởng của địa hình về giáng thuỷ là rõ ràng nhất.
Cả lưu vực sông Lan Thương - sông Mê Kông hầu như đều bị gió mùa ảnh hưởng; đầu nguồn bị ảnh hưởng ít nhất, hạ du nhiều nhất, từ đầu nguồn đến hạ du bị ảnh hưởng càng ngày càng lớn. Lưu vực, vào mùa đông, bị gió mùa khô lạnh kiểm soát, trời quang mây tạnh, thời tiết khô hanh; mùa hè bị gió mùa Tây Nam nóng ấm kiểm soát, mây mưa khá nhiều. Thời tiết mùa đông và mùa hè hoàn toàn không giống nhau, có tồn tại mùa chuyển tiếp của hai loại thời tiết này là mùa xuân và mùa thu, hơn nữa thời gian chuyển tiếp tương đối ngắn, cho nên đem một năm chia làm hai mùa: mùa khô và mùa mưa.
Lưu vực thượng du và hạ du bởi vì chịu ảnh hưởng đến sớm hay muộn của gió mùa Tây Nam và mức độ ảnh hưởng không giống nhau, cho nên thời gian và độ dài ngắn bắt đầu mùa khô và mùa mưa cũng có sự khác biệt. Lưu vực hạ du sông Mê Kông từ tháng 5 đến tháng 10 là mùa mưa, từ tháng 11 đến tháng 4 năm sau là mùa khô; hạ du sông Lan Thương và lưu vực sông Mê Kông gần giống nhau; trung du sông Lan Thương từ tháng 6 đến tháng 10 là mùa mưa, từ tháng 11 đến tháng 5 năm sau là mùa khô; thượng du sông Lan Thương là khu vực khô hạn và giá rét, trong một năm chỉ có ba tháng 6, 7 và 8 có giáng thuỷ hơi nhiều một chút, hơn 100 milimét, các tháng khác nước ít hơn, mùa khô và mùa mưa không hoàn toàn rõ ràng. Bị vĩ độ và gió mùa Tây Nam ảnh hưởng, nhiệt độ và giáng thuỷ về tổng thể có xu thế thấp lần lượt từ hạ du lên thượng du, tức là giáng thuỷ và nhiệt độ ở hạ du cao hơn thượng du, cục bộ bị địa mạo ảnh hưởng thì có chỗ khác nhau. Trong quá trình di chuyển về phía bắc của luồng khí ẩm do gió mùa Tây Nam đem đến, bởi vì mưa rơi dọc đường, cho nên lượng nước chứa trong nó giảm dần, điều này đã dẫn đến lượng mưa cũng có xu thế giảm dần ở dọc dường. Thí dụ như giáng thuỷ hằng năm ở thượng du sông Lan Thương thấp hơn 1.000 milimét, hạ du khoảng 1.500 milimét, nhưng mà giáng thuỷ trung bình hằng năm ở lưu vực sông Mê Kông thì lớn hơn 1.500 milimét. Lưu vực sông Lan Thương - sông Mê Kông từ hạ du lên thượng du về tổng thể xuất hiện rõ ràng quy luật giảm dần của giáng thuỷ và nhiệt độ, nhưng mà khu vực cục bộ chịu sự ảnh hưởng của địa hình vô cùng lớn. Luồng khí ẩm gặp phải đồi núi cao và cao nguyên, trong quá trình leo lên sẽ sản sinh lượng mưa lớn ở sườn đón gió, gọi là "mưa địa hình". Khu vực lưng của sườn đón gió có địa hình khá thấp, lượng mưa khá ít gọi là "khu vực bóng mưa". Lưu vực chịu sự ảnh hưởng của địa hình hình thành khu vực bóng mưa rõ rệt có: khu vực hồ Tonlé Sap, cao nguyên Khorat và khu vực lũng sông ở trung du sông Lan Thương.
Hồ Tonlé Sap nằm ở mặt phía đông của dãy núi Kravanh và dãy núi Damrei, cao nguyên Khorat nằm ở phía đông của hệ thống dải núi dài Phetchabun-Dong Phaya Yen-Sankamphaeng, lũng sông vùng trung du sông Lan Thương nằm ở phía đông núi Cao Lê Cống và phía đông dãy núi Nộ Sơn. Tất cả chúng đều nằm ở khu vực bóng mưa sườn trái gió của gió mùa Tây Nam, giáng thuỷ tương đối ít, lượng mưa ở trong lũng sông tại chỗ tiếp giáp Vân Nam và Tây Tạng thuộc vùng trung du sông Lan Thương không đến 400 milimét. Bộ phận thung lũng bị kẹp giữa hai dãy núi cao ở vùng trung du sông Lan Thương không chỉ nằm ở khu vực bóng mưa có lượng mưa ít, thậm chí còn bị tác dụng của hiệu ứng foehn hình thành thung lũng khô nóng. Sự ảnh hưởng của địa hình lên nhiệt độ chính là ở một số khu vực mưa nhiều phía sườn đón gió, không chỉ có chiều cao so với mặt nước biển cao, mà bản thân lượng mưa cũng khiến cho nhiệt độ giảm xuống rõ rệt, thí dụ như nhiệt độ trung bình và hằng năm ở Paksong và Xiengkhuang thấp hơn rõ rệt so với các khu vực khác cùng vĩ độ. Nhiệt độ hằng năm ở Paksong là từ 17 - 22℃, trở thành khu nghỉ mát tránh nóng nổi tiếng. Cao nguyên Khorat có giáng thuỷ khá ít, nhiệt độ hằng năm khá cao, bị khu vực vực bóng mưa ảnh hưởng rõ rệt. Sự phân bố độ ẩm ở lưu vực sông Lan Thương - sông Mê Kông có tính nhất quán khá tốt, phù hợp với quy luật biến thiên trong năm và quy luật biến thiên của lượng mưa.

## Các vấn đề
Theo tiến sĩ C. Hart Schaaf, cựu ủy viên Ủy ban Mê Kông, "...Đây là người khổng lồ đang ngủ, chứa trong lòng một tiềm năng to lớn về thủy điện, thủy lợi cũng như khả năng phòng lụt, một nguồn năng lượng bị bỏ quên...".
Có hai vấn đề chính gây mâu thuẫn giữa các bên là việc xây dựng các con đập hay việc phá hủy những chỗ chảy xiết. Một loạt các đập đã được xây dựng trên các nhánh của dòng sông này, đáng kể nhất là đập Pak Mun tại Thái Lan. Nó bị công kích dữ dội do chi phí cao cũng như ảnh hưởng xấu tới môi trường và tới cuộc sống của những khu dân cư chịu ảnh hưởng.
Người Trung Quốc hiện đang tiến hành một chương trình lớn về xây dựng các đập trên sông: họ đã hoàn thành các đập tại Mạn Loan (漫湾), Đại Triều Sơn (大朝山), Cảnh Hồng (景洪), đang tiến hành xây đập Tiểu Loan (小湾 Xiaowan) và khoảng hơn một chục đập khác đang được nghiên cứu. Tính đến đầu năm 2016, Trung Quốc đã hoàn thành ít nhất 8 đập chính trên sông Lan Thương (dòng chính tại thượng nguồn sông Mekong) và đang xây tối thiểu thêm 4 đập nữa. Người ta lo ngại rằng các đập này sẽ ngăn cản chuyển động của trầm tích và sẽ gây thiệt hại cho nông nghiệp và nghề cá ở phía hạ lưu. Sự giảm đi của các dao động mức nước theo mùa cũng sẽ ảnh hưởng mạnh đến Tonlé Sap(Biển Hồ).
Các chính phủ Lào và Campuchia cũng có kế hoạch xây dựng các đập ngăn nước, hiện đang bị một số người phản đối. Chính quyền Trung Quốc cũng thực hiện việc làm sạch các tảng đá và cồn cát từ dòng chảy để tạo điều kiện thuận lợi cho giao thông, và điều này cũng khuyến khích Lào làm như vậy. Các nhà môi trường cho rằng điều này sẽ làm tăng sự lưu thông nước và kết quả của nó là sự gia tăng xói mòn cũng như gây thiệt hại cho nguồn cá.
Việt Nam thì thường lên tiếng về các tác động của những hoạt động làm thay đổi chế độ thủy văn của sông Mekong này do có đồng bằng sông Cửu Long là nơi chịu tác động trực tiếp của những thay đổi này. Đặc biệt là đợt hạn hán miền Nam Việt Nam 2016 được cho là do lượng nước đổ về đồng bằng sông Cửu Long từ sông Mê Kông bị giảm mạnh do hệ thống các đập thủy điện được nhiều quốc gia xây dựng trên dòng chính của con sông . Việt Nam tìm cách phản đối việc xây dựng đập trên dòng chính, nhưng các công ty đầu tư thì đang chạy đua trong việc xây dựng thủy điện trên các phụ lưu.
Trong điều kiện chưa có quy tắc ứng xử hoàn thiện, thì theo tạp chí Mỹ The National Interest hệ thống hàng chục đập thủy điện của Trung Quốc tại thượng nguồn các sông ở đông nam dãy Himalaya được coi là "vũ khí hủy diệt đáng sợ". Nó sẵn sàng trở thành công cụ hỗ trợ sức ép cho xử lý các quan hệ ngoại giao rắc rối để thu lợi thế cho họ .
Dẫu vậy thì trong các thảo luận về chia sẻ nguồn nước, điểm khó bàn thảo nhất chính là quyền chính đáng của các vùng đất trong việc "giữ lại lượng nước đã mưa trên vùng lãnh thổ của mình", và "không để đất bị xói mòn trôi xuống thành phù sa sông", nhằm cải thiện môi trường sống của mình. Vùng thượng nguồn sông đáp ứng chia sẻ ở mức độ nào là vấn đề thương thảo với nhiều yếu tố hậu trường thường có biến động. Các vùng hạ nguồn có nghĩa vụ phải chuyển hướng thích hợp với tình hình đó. Chẳng lẽ vùng hạ nguồn đã không giữ lại lượng nước mưa đã rơi trên lãnh thổ của mình đến 2 mét nước, mà lại tháo trôi hết ra biển, rồi trông chờ vào "tài nguyên" từ vùng khác trôi đến để chống hạn mặn và tạo sự phì nhiêu của riêng mình.

## Các động vật quý hiếm
Quỹ Quốc tế Bảo vệ Thiên nhiên (World Wide Fund for Nature hay World Wildlife Fund - WWF) cho biết các nhà khoa học đang tìm kiếm các sinh vật như cá úc, cá trê, cá đuối gai độc khổng lồ, cá nhái răng nhọn, cá chép lớn, ăn thịt ở sông Mê Kông – các loài cá này có thể nặng tới hơn 90 kg và dài hơn 1,80 mét. Ngoài ra sông Mê Kông còn có các loài cá chiên và cá lăng quý hiếm, chưa kể đến cá hô và cá chép khổng lồ, dịch vụ du lịch câu cá vì thế rất phát triển ở đây.

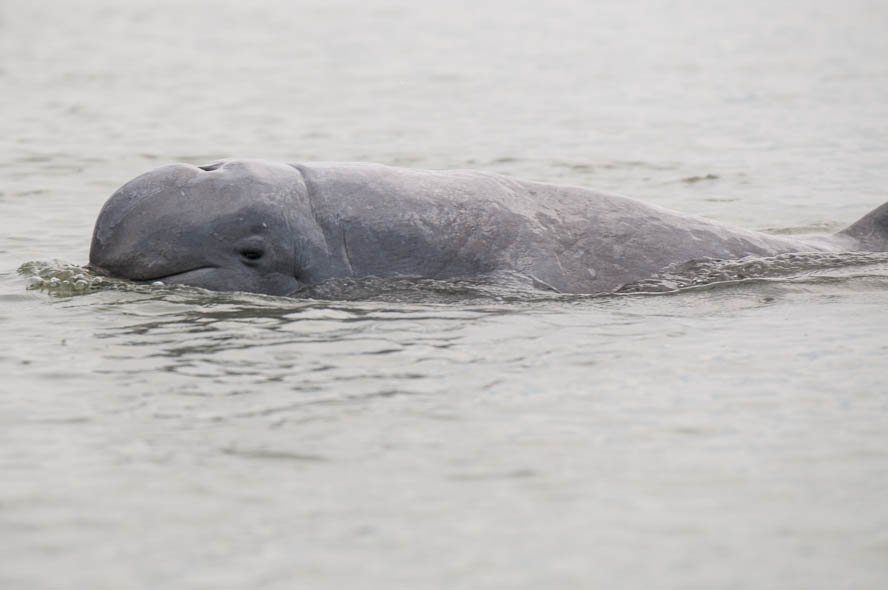
Cá heo sông Mekong ở Campuchia.

Đặc biệt, đoạn sông Mê Kông ở Campuchia và vùng hồ Tonlé Sap còn có cá heo sông (Irrawaddy dolphin, Orcaella brevirostris), số lượng có thể chỉ còn vài chục cá thể. Người Campuchia không săn bắt chúng, trừ thời kỳ chiến tranh khi lính Khmer Đỏ đã từng nã đạn cối vào đàn của chúng; hành động này được quay phim tư liệu, sau này phim được National Geographic Channel đưa vào loạt phóng sự về cá heo sông Mekong, thỉnh thoảng được phát từ năm 2010 đến nay. Loài này đang bị đe dọa tuyệt chủng vì môi môi trường sống và nguồn thức ăn đang bị phá vỡ nghiêm trọng. Ngày 24/8/2012 chính phủ Campuchia đã lập khu bảo tồn cá heo sông Mekong với chiều dài 180 km, trải từ tỉnh Kratie ở phía đông tới biên giới với Lào. Người dân vẫn được phép câu cá trong khu bảo tồn, song chính phủ cấm sử dụng nhà nổi, lồng cá và lưới quét bởi chúng đe dọa mạng sống của cá heo sông.
Zed Hogan, phụ trách dự án do WWF và Hội địa lý quốc gia tài trợ cho biết, các động vật này là "độc nhất" và "đang biến mất với tốc độ nhanh chóng". Theo Hogan, khi nghiên cứu cá úc khổng lồ ở sông Mê Kông, Campuchia, các nhà khoa học sẽ theo dõi sự di chuyển của cá với hy vọng hiểu thêm về hướng di trú của chúng và nguyên nhân chúng bị chết. Sự biến mất các loài cá này là dấu hiệu đầu tiên cảnh báo tình trạng đánh bắt quá mức hoặc các xáo trộn khác ở các sông, hồ nơi chúng cư trú.
Một số sinh vật khổng lồ nước ngọt được ghi vào sách đỏ các loài đang bị đe dọa của Liên minh Bảo tồn Thiên nhiên Quốc tế (IUCN). Cá úc khổng lồ sông Mê Kông được coi là loài cá nước ngọt lớn nhất cùng họ với loài cá nhám chó, đã được đưa vào danh sách những loài bị đe dọa vào năm 2003, sau khi nghiên cứu chỉ ra số lượng cá giảm ít nhất 80% trong hơn 13 năm qua.
Robin Abell, nhà sinh học của WWF cho biết: "Các loài cá khổng lồ là những sinh vật nước ngọt có trọng lượng tương đương với voi và tê giác và nếu chúng biến mất thì thế giới sẽ bất ổn. Cuối cùng, chúng ta sẽ nhận thức tốt hơn về cách quản lý việc đánh bắt và bảo vệ các nơi cư trú nhằm cứu vớt các loài trong tương lai".

## Các cây cầu qua sông Mekong
Đoạn hạ lưu trên khu vực Đông Nam Á:
1. Cầu Hữu nghị Lào- Myanmar nối Luangnamtha, Lào với Shan, Myanmar (dự án)
2. Cầu Hữu nghị Thái-Lào IV, nối tỉnh Chiang Rai của Thái Lan và huyện Huoixai, tỉnh Bokeo của Lào
3. Cầu nối tỉnh Xayabury với tỉnh Oudomxay, Lào
4. Cầu bắc qua sông Mê kông nối Luang Prabang - Xayaburi, tỉnh Xayabury, Lào (đã khánh thành)
5. Cầu Pak Lay nối tỉnh Xayaburi với tỉnh Vientiane, Lào (đã khởi công)
6. Cầu Hữu nghị Thái-Lào VII nối tỉnh Loei của Thái Lan với Viêng Chăn, Lào (dự kiến)
7. Cầu Hữu nghị Thái-Lào, nối tỉnh Nong Khai và thị xã Nong Khai ở Thái Lan với thủ đô Viêng Chăn của Lào
8. Cầu nối Nong Khai và Viêng Chăn (dự án)
9. Cầu Hữu nghị Thái-Lào V nối tỉnh Bueng Kan, Thái Lan với tỉnh Borikhamxay, Lào (dự án)
10. Cầu Hữu nghị Thái-Lào III, nối tỉnh Nakhon Phanom của Thái Lan với thị xã Thakhek, tỉnh Khăm Muộn của Lào
11. Cầu Hữu nghị Thái-Lào II, nối tỉnh Mukdahan của Thái Lan với tỉnh Savannakhet của Lào
12. Cầu Hữu nghị Thái-Lào VI, nối huyện Na Tan, tỉnh Ubon Ratchathani với tỉnh Saravane của Lào (dự án)
13. Cầu Hữu Nghị Lào - Nhật Bản, Pakxe, tỉnh Champasack, Lào
14. Cầu Don Khong, Champasack, Lào (đã khánh thành)
15. Cầu Stung Treng, còn gọi cầu hữu nghị Campuchia - Trung Quốc, tỉnh Stung Treng, Campuchia
16. Cầu Kizuna, nối thành phố Kampong Cham với các huyện tỉnh Kampong Cham, Campuchia
17. Cầu Prek Ta Meak, tỉnh Kandal, Campuchia
18. Cầu Monivong, Phnôm Pênh, Campuchia
19. Cầu Ta Khmau, nối Ta Khmau với ngoại ô Phnôm Pênh
20. Cầu Neak Leung, nối tỉnh Kandal và tỉnh Prey Veng
21. Cầu Koh Thom, huyện Koh Thom, tỉnh Kandal
22. Cầu Cao Lãnh, nối thành phố Cao Lãnh với huyện Lấp Vò, Đồng Tháp
23. Cầu Mỹ Thuận, Tiền Giang - Vĩnh Long
24. Cầu Mỹ Thuận 2, Tiền Giang - Vĩnh Long
25. Cầu Rạch Miễu, Tiền Giang - Bến Tre
26. Cầu Rạch Miễu 2, Tiền Giang - Bến Tre (đang thi công)
27. Cầu Ba Lai, Bến Tre
28. Cầu Ba Lai mới, Bến Tre
29. Cầu Hàm Luông, nối thành phố Bến Tre, huyện Mỏ Cày Bắc, Bến Tre
30. Cầu Đình Khao, huyện Long Hồ, tỉnh Vĩnh Long (dự án)
31. Cầu Cổ Chiên, nối huyện Mỏ Cày Nam tỉnh Bến Tre - huyện Càng Long tỉnh Trà Vinh
32. Cầu Vĩnh Trường, nối thị trấn An Phú với xã Vĩnh Trường, huyện An Phú, An Giang
33. Cầu Châu Đốc, nối thành phố Châu Đốc với thị xã Tân Châu (đang thi công)
34. Cầu Lấp Vò (Cầu Bình Thạnh Trung), huyện Lấp Vò, Đồng Tháp
35. Cầu Vàm Cống, nối quận Thốt Nốt, Cần Thơ với huyện Lấp Vò Đồng Tháp
36. Cầu Cần Thơ, Cần Thơ - Vĩnh Long
37. Cầu Cần Thơ 2, Cần Thơ - Vĩnh Long (dự án)
38. Cầu Đại Ngãi, Trà Vinh - Sóc Trăng (đã khởi công)

## Chỉ dẫn
1. ↑  Theo tiếng Thái thì dòng chính có tên là Nậm Nứa, nhưng khi làm bản đồ hồi những năm 1940 thì người Pháp và người Kinh đã ghi đoạn từ bản Pa Nậm qua xã Pa Thơm đến dọc biên giới Việt-Lào thành Nậm Rốm, và người Kinh bên Việt Nam hiện quen với tên gọi này. Tuy nhiên người Lào và Thái vẫn gọi là Nam Neua.